# Liste des monuments historiques protégés en 1949
Cet article recense les monuments historiques français classés ou inscrits en 1949.

## Protections
| Édifice                                                                        | Commune                          | Département         | Région                     | Protection | Base Mérimée                         | Coordonnées                        | Image |
| ------------------------------------------------------------------------------ | -------------------------------- | ------------------- | -------------------------- | ---------- | ------------------------------------ | ---------------------------------- | ----- |
| Château de la Tour-des-Échelles                                                | Jujurieux                        | Ain                 | Auvergne-Rhône-Alpes       | inscrit    | « PA00116416 », notice no PA00116416 | 46° 02′ 18″ nord, 5° 24′ 37″ est   |       |
| Grotte des Fées                                                                | Châtelperron                     | Allier              | Auvergne-Rhône-Alpes       | classé     | « PA00093055 », notice no PA00093055 | 46° 24′ 42″ nord, 3° 38′ 19″ est   |       |
| Église Saint-Denis                                                             | Maillet                          | Allier              | Auvergne-Rhône-Alpes       | inscrit    | « PA00093146 », notice no PA00093146 | 46° 28′ 43″ nord, 2° 39′ 04″ est   |       |
| Chapelle Saint-Roch                                                            | Biot                             | Alpes-Maritimes     | Provence-Alpes-Côte d'Azur | inscrit    | « PA00080667 », notice no PA00080667 | 43° 37′ 42″ nord, 7° 05′ 47″ est   |       |
| Collégiale Saint-Martin                                                        | La Brigue                        | Alpes-Maritimes     | Provence-Alpes-Côte d'Azur | classé     | « PA00080684 », notice no PA00080684 | 44° 03′ 46″ nord, 7° 36′ 49″ est   |       |
| Chapelle de l'Assomption                                                       | La Brigue                        | Alpes-Maritimes     | Provence-Alpes-Côte d'Azur | classé     | « PA00080679 », notice no PA00080679 | 44° 03′ 47″ nord, 7° 36′ 48″ est   |       |
| Chapelle Saint-Michel                                                          | La Brigue                        | Alpes-Maritimes     | Provence-Alpes-Côte d'Azur | classé     | « PA00080681 », notice no PA00080681 | 44° 03′ 47″ nord, 7° 36′ 59″ est   |       |
| Chapelle de l'Annonciation                                                     | La Brigue                        | Alpes-Maritimes     | Provence-Alpes-Côte d'Azur | classé     | « PA00080682 », notice no PA00080682 | 44° 03′ 46″ nord, 7° 36′ 50″ est   |       |
| Château des Seigneurs de la Brigue                                             | La Brigue                        | Alpes-Maritimes     | Provence-Alpes-Côte d'Azur | inscrit    | « PA00080683 », notice no PA00080683 | 44° 03′ 43″ nord, 7° 36′ 53″ est   |       |
| Église Notre-Dame-de-la-Visitation                                             | Fontan                           | Alpes-Maritimes     | Provence-Alpes-Côte d'Azur | classé     | « PA00080721 », notice no PA00080721 | 44° 00′ 15″ nord, 7° 33′ 15″ est   |       |
| Abbaye Saint-Pons                                                              | Nice                             | Alpes-Maritimes     | Provence-Alpes-Côte d'Azur | inscrit    | « PA00080774 », notice no PA00080774 | 43° 43′ 30″ nord, 7° 16′ 59″ est   |       |
| Palais d'York                                                                  | Nice                             | Alpes-Maritimes     | Provence-Alpes-Côte d'Azur | inscrit    | « PA00080799 », notice no PA00080799 | 43° 41′ 49″ nord, 7° 16′ 26″ est   |       |
| Maison du 15 rue Alexandre-Mari                                                | Nice                             | Alpes-Maritimes     | Provence-Alpes-Côte d'Azur | inscrit    | « PA00080801 », notice no PA00080801 | 43° 41′ 46″ nord, 7° 16′ 24″ est   |       |
| Palais communal                                                                | Nice                             | Alpes-Maritimes     | Provence-Alpes-Côte d'Azur | inscrit    | « PA00080776 », notice no PA00080776 | 43° 41′ 56″ nord, 7° 16′ 42″ est   |       |
| Immeuble du 22 rue de la Préfecture                                            | Nice                             | Alpes-Maritimes     | Provence-Alpes-Côte d'Azur | inscrit    | « PA00080800 », notice no PA00080800 | 43° 41′ 46″ nord, 7° 16′ 35″ est   |       |
| Fontaine Souta Loggia                                                          | Sospel                           | Alpes-Maritimes     | Provence-Alpes-Côte d'Azur | inscrit    | « PA00080866 », notice no PA00080866 | 43° 52′ 42″ nord, 7° 26′ 58″ est   |       |
| Chapelle Sainte-Croix                                                          | Sospel                           | Alpes-Maritimes     | Provence-Alpes-Côte d'Azur | inscrit    | « PA00080862 », notice no PA00080862 | 43° 52′ 43″ nord, 7° 27′ 01″ est   |       |
| Fontaine circulaire                                                            | Sospel                           | Alpes-Maritimes     | Provence-Alpes-Côte d'Azur | inscrit    | « PA00080867 », notice no PA00080867 | 43° 52′ 41″ nord, 7° 27′ 03″ est   |       |
| Maison Gallis                                                                  | Sospel                           | Alpes-Maritimes     | Provence-Alpes-Côte d'Azur | inscrit    | « PA00080872 », notice no PA00080872 | 43° 52′ 42″ nord, 7° 27′ 00″ est   |       |
| Palais de la Gabelle                                                           | Sospel                           | Alpes-Maritimes     | Provence-Alpes-Côte d'Azur | inscrit    | « PA00080875 », notice no PA00080875 | 43° 52′ 37″ nord, 7° 26′ 56″ est   |       |
| Maisons à arcades                                                              | Sospel                           | Alpes-Maritimes     | Provence-Alpes-Côte d'Azur | inscrit    | « PA00080874 », notice no PA00080874 | 43° 52′ 42″ nord, 7° 26′ 58″ est   |       |
| Collégiale Notre-Dame-de-l'Assomption                                          | Tende                            | Alpes-Maritimes     | Provence-Alpes-Côte d'Azur | classé     | « PA00080880 », notice no PA00080880 | 44° 05′ 02″ nord, 7° 35′ 31″ est   |       |
| Église Saint-Loup-de-Sens                                                      | Auxon                            | Aube                | Grand Est                  | classé     | « PA00078021 », notice no PA00078021 | 48° 06′ 13″ nord, 3° 55′ 05″ est   |       |
| Croix de cimetière                                                             | Lavalette                        | Aude                | Occitanie                  | inscrit    | « PA00102737 », notice no PA00102737 | 43° 11′ 07″ nord, 2° 16′ 04″ est   |       |
| Cimetière de Saint-Loup                                                        | Narbonne                         | Aude                | Occitanie                  | classé     | « PA00102793 », notice no PA00102793 | 43° 10′ 46″ nord, 3° 00′ 57″ est   |       |
| Chapelle de la Madeleine                                                       | Pezens                           | Aude                | Occitanie                  | inscrit    | « PA00102857 », notice no PA00102857 | 43° 15′ 31″ nord, 2° 14′ 59″ est   |       |
| Pierre levée de Picarel                                                        | Saissac                          | Aude                | Occitanie                  | classé     | « PA00102896 », notice no PA00102896 | 43° 22′ 27″ nord, 2° 09′ 42″ est   |       |
| Château d'Aguilar                                                              | Tuchan                           | Aude                | Occitanie                  | classé     | « PA00102913 », notice no PA00102913 | 42° 53′ 56″ nord, 2° 43′ 51″ est   |       |
| Église Saint-Jean-Baptiste                                                     | Villepinte                       | Aude                | Occitanie                  | inscrit    | « PA00102921 », notice no PA00102921 | 43° 16′ 54″ nord, 2° 05′ 19″ est   |       |
| Fontaine de la Mule Noire                                                      | Aix-en-Provence                  | Bouches-du-Rhône    | Provence-Alpes-Côte d'Azur | inscrit    | « PA00081005 », notice no PA00081005 | 43° 31′ 39″ nord, 5° 27′ 12″ est   |       |
| Hôtel                                                                          | Aix-en-Provence                  | Bouches-du-Rhône    | Provence-Alpes-Côte d'Azur | inscrit    | « PA00081060 », notice no PA00081060 | 43° 31′ 38″ nord, 5° 27′ 00″ est   |       |
| Immeuble                                                                       | Aix-en-Provence                  | Bouches-du-Rhône    | Provence-Alpes-Côte d'Azur | inscrit    | « PA00081066 », notice no PA00081066 | 43° 31′ 49″ nord, 5° 26′ 50″ est   |       |
| Hôtel de Montauron                                                             | Aix-en-Provence                  | Bouches-du-Rhône    | Provence-Alpes-Côte d'Azur | inscrit    | « PA00081070 », notice no PA00081070 | 43° 31′ 38″ nord, 5° 27′ 05″ est   |       |
| Fontaine des Bagniers                                                          | Aix-en-Provence                  | Bouches-du-Rhône    | Provence-Alpes-Côte d'Azur | inscrit    | « PA00081004 », notice no PA00081004 | 43° 31′ 43″ nord, 5° 26′ 57″ est   |       |
| Hôtel                                                                          | Aix-en-Provence                  | Bouches-du-Rhône    | Provence-Alpes-Côte d'Azur | inscrit    | « PA00081071 », notice no PA00081071 | 43° 31′ 29″ nord, 5° 27′ 01″ est   |       |
| Hôtel Borrilli (Maison Borilli)                                                | Aix-en-Provence                  | Bouches-du-Rhône    | Provence-Alpes-Côte d'Azur | inscrit    | « PA00081065 », notice no PA00081065 | 43° 31′ 51″ nord, 5° 26′ 50″ est   |       |
| Fontaine des Tanneurs                                                          | Aix-en-Provence                  | Bouches-du-Rhône    | Provence-Alpes-Côte d'Azur | inscrit    | « PA00081009 », notice no PA00081009 | 43° 31′ 41″ nord, 5° 26′ 46″ est   |       |
| Fontaine des Augustins                                                         | Aix-en-Provence                  | Bouches-du-Rhône    | Provence-Alpes-Côte d'Azur | inscrit    | « PA00081003 », notice no PA00081003 | 43° 31′ 37″ nord, 5° 26′ 47″ est   |       |
| Château de Barbentane                                                          | Barbentane                       | Bouches-du-Rhône    | Provence-Alpes-Côte d'Azur | classé     | « PA00081200 », notice no PA00081200 | 43° 54′ 02″ nord, 4° 44′ 51″ est   |       |
| Abri préhistorique Cornille                                                    | Istres                           | Bouches-du-Rhône    | Provence-Alpes-Côte d'Azur | classé     | « PA00081286 », notice no PA00081286 | 43° 32′ 34″ nord, 4° 59′ 50″ est   |       |
| Pavillon de Bidaine                                                            | Lambesc                          | Bouches-du-Rhône    | Provence-Alpes-Côte d'Azur | inscrit    | « PA00081307 », notice no PA00081307 | 43° 39′ 33″ nord, 5° 13′ 56″ est   |       |
| Immeuble au 1, rue Saint-Ferréol                                               | Marseille                        | Bouches-du-Rhône    | Provence-Alpes-Côte d'Azur | inscrit    | « PA00081360 », notice no PA00081360 | 43° 17′ 45″ nord, 5° 22′ 37″ est   |       |
| Maison du Figaro                                                               | Marseille                        | Bouches-du-Rhône    | Provence-Alpes-Côte d'Azur | inscrit    | « PA00081361 », notice no PA00081361 | 43° 17′ 47″ nord, 5° 22′ 41″ est   |       |
| Immeuble au 40, La Canebière à Marseille                                       | Marseille                        | Bouches-du-Rhône    | Provence-Alpes-Côte d'Azur | inscrit    | « PA00081357 », notice no PA00081357 | 43° 17′ 46″ nord, 5° 22′ 39″ est   |       |
| Consigne sanitaire                                                             | Marseille                        | Bouches-du-Rhône    | Provence-Alpes-Côte d'Azur | inscrit    | « PA00081325 », notice no PA00081325 | 43° 17′ 42″ nord, 5° 21′ 49″ est   |       |
| Immeuble au 32-34, La Canebière à Marseille                                    | Marseille                        | Bouches-du-Rhône    | Provence-Alpes-Côte d'Azur | inscrit    | « PA00081355 », notice no PA00081355 | 43° 17′ 46″ nord, 5° 22′ 39″ est   |       |
| Hôtel Pascal                                                                   | Marseille                        | Bouches-du-Rhône    | Provence-Alpes-Côte d'Azur | inscrit    | « PA00081352 », notice no PA00081352 | 43° 17′ 32″ nord, 5° 22′ 38″ est   |       |
| Immeuble au 36, La Canebière à Marseille                                       | Marseille                        | Bouches-du-Rhône    | Provence-Alpes-Côte d'Azur | inscrit    | « PA00081356 », notice no PA00081356 | 43° 17′ 46″ nord, 5° 22′ 39″ est   |       |
| Château de Mercœur                                                             | Allanche                         | Cantal              | Auvergne-Rhône-Alpes       | inscrit    | « PA00093428 », notice no PA00093428 | 45° 12′ 45″ nord, 2° 56′ 22″ est   |       |
| Église Saint-Étienne                                                           | Saint-Amandin                    | Cantal              | Auvergne-Rhône-Alpes       | inscrit    | « PA00093594 », notice no PA00093594 | 45° 20′ 36″ nord, 2° 41′ 36″ est   |       |
| Château de Peyrelade                                                           | Saint-Saturnin                   | Cantal              | Auvergne-Rhône-Alpes       | inscrit    | « PA00093656 », notice no PA00093656 | 45° 14′ 37″ nord, 2° 46′ 26″ est   |       |
| Château de Combes                                                              | Saint-Saturnin                   | Cantal              | Auvergne-Rhône-Alpes       | inscrit    | « PA00093655 », notice no PA00093655 | 45° 14′ 47″ nord, 2° 47′ 23″ est   |       |
| Logis de la Tourgarnier                                                        | Angoulême                        | Charente            | Nouvelle-Aquitaine         | inscrit    | « PA00104221 », notice no PA00104221 | 45° 38′ 27″ nord, 0° 10′ 13″ est   |       |
| Église de Saint-Georges                                                        | Saint-Georges                    | Charente            | Nouvelle-Aquitaine         | inscrit    | « PA00104501 », notice no PA00104501 | 45° 58′ 19″ nord, 0° 16′ 15″ est   |       |
| Église Saint-Mathieu de Soyaux                                                 | Soyaux                           | Charente            | Nouvelle-Aquitaine         | inscrit    | « PA00104520 », notice no PA00104520 | 45° 38′ 39″ nord, 0° 12′ 16″ est   |       |
| Église Sainte-Madeleine de Touvre                                              | Touvre                           | Charente            | Nouvelle-Aquitaine         | inscrit    | « PA00104524 », notice no PA00104524 | 45° 39′ 50″ nord, 0° 15′ 08″ est   |       |
| Logis de Maine-Moreau                                                          | Annepont                         | Charente-Maritime   | Nouvelle-Aquitaine         | inscrit    | « PA00104593 », notice no PA00104593 | 45° 51′ 18″ nord, 0° 36′ 07″ ouest |       |
| Église Saint-Maxime d'Antezant-la-Chapelle                                     | Antezant-la-Chapelle             | Charente-Maritime   | Nouvelle-Aquitaine         | inscrit    | « PA00104594 », notice no PA00104594 | 45° 58′ 54″ nord, 0° 27′ 22″ ouest |       |
| Église Saint-Nazaire de Bernay-Saint-Martin                                    | Bernay-Saint-Martin              | Charente-Maritime   | Nouvelle-Aquitaine         | inscrit    | « PA00104616 », notice no PA00104616 | 46° 03′ 47″ nord, 0° 36′ 21″ ouest |       |
| Calvaire de Biron                                                              | Biron                            | Charente-Maritime   | Nouvelle-Aquitaine         | inscrit    | « PA00104621 », notice no PA00104621 | 45° 34′ 10″ nord, 0° 28′ 35″ ouest |       |
| Église Saint-André de Blanzay-sur-Boutonne                                     | Blanzay-sur-Boutonne             | Charente-Maritime   | Nouvelle-Aquitaine         | inscrit    | « PA00104623 », notice no PA00104623 | 46° 02′ 56″ nord, 0° 25′ 42″ ouest |       |
| Église Notre-Dame de Boresse                                                   | Boresse-et-Martron               | Charente-Maritime   | Nouvelle-Aquitaine         | inscrit    | « PA00104627 », notice no PA00104627 | 45° 17′ 01″ nord, 0° 06′ 40″ ouest |       |
| Château de Caillères                                                           | Clérac                           | Charente-Maritime   | Nouvelle-Aquitaine         | inscrit    | « PA00104653 », notice no PA00104653 | 45° 10′ 44″ nord, 0° 13′ 10″ ouest |       |
| Calvaire d'Échebrune                                                           | Échebrune                        | Charente-Maritime   | Nouvelle-Aquitaine         | inscrit    | « PA00104674 », notice no PA00104674 | 45° 34′ 40″ nord, 0° 26′ 53″ ouest |       |
| Église Saint-Vivien des Églises-d'Argenteuil                                   | Les Églises-d'Argenteuil         | Charente-Maritime   | Nouvelle-Aquitaine         | inscrit    | « PA00104682 », notice no PA00104682 | 45° 58′ 24″ nord, 0° 25′ 52″ ouest |       |
| Croix de Gibourne                                                              | Gibourne                         | Charente-Maritime   | Nouvelle-Aquitaine         | inscrit    | « PA00104700 », notice no PA00104700 | 45° 55′ 47″ nord, 0° 18′ 27″ ouest |       |
| Église Saint-Barthélemy de Gourvillette                                        | Gourvillette                     | Charente-Maritime   | Nouvelle-Aquitaine         | inscrit    | « PA00104702 », notice no PA00104702 | 45° 53′ 28″ nord, 0° 13′ 15″ ouest |       |
| Poudrières et casernes de Brouage                                              | Hiers-Brouage                    | Charente-Maritime   | Nouvelle-Aquitaine         | inscrit    | « PA00104710 », notice no PA00104710 | 45° 51′ 57″ nord, 1° 04′ 04″ ouest |       |
| Église Sainte-Madeleine de La Jarrie-Audouin                                   | La Jarrie-Audouin                | Charente-Maritime   | Nouvelle-Aquitaine         | inscrit    | « PA00104775 », notice no PA00104775 | 46° 01′ 34″ nord, 0° 29′ 05″ ouest |       |
| Église Saint-Pierre de Juicq                                                   | Juicq                            | Charente-Maritime   | Nouvelle-Aquitaine         | inscrit    | « PA00104779 », notice no PA00104779 | 45° 50′ 21″ nord, 0° 33′ 46″ ouest |       |
| Château de La Gataudière                                                       | Marennes                         | Charente-Maritime   | Nouvelle-Aquitaine         | classé     | « PA00104788 », notice no PA00104788 | 45° 50′ 05″ nord, 1° 06′ 51″ ouest |       |
| Pigeonnier de Geffrou                                                          | Matha                            | Charente-Maritime   | Nouvelle-Aquitaine         | inscrit    | « PA00104798 », notice no PA00104798 | 45° 51′ 30″ nord, 0° 19′ 24″ ouest |       |
| Château du Fâ                                                                  | Pons                             | Charente-Maritime   | Nouvelle-Aquitaine         | inscrit    | « PA00104844 », notice no PA00104844 |                                    |       |
| Église Notre-Dame-de-l'Assomption de Poursay-Garnaud                           | Poursay-Garnaud                  | Charente-Maritime   | Nouvelle-Aquitaine         | inscrit    | « PA00104853 », notice no PA00104853 | 45° 57′ 21″ nord, 0° 27′ 27″ ouest |       |
| Hôtel de Larade                                                                | Saint-Jean-d'Angély              | Charente-Maritime   | Nouvelle-Aquitaine         | inscrit    | « PA00105185 », notice no PA00105185 | 45° 56′ 39″ nord, 0° 31′ 06″ ouest |       |
| Église Saint-Julien de Saint-Julien-de-l'Escap                                 | Saint-Julien-de-l'Escap          | Charente-Maritime   | Nouvelle-Aquitaine         | inscrit    | « PA00105190 », notice no PA00105190 | 45° 56′ 02″ nord, 0° 29′ 27″ ouest |       |
| Château de Mornay                                                              | Saint-Pierre-de-l'Isle           | Charente-Maritime   | Nouvelle-Aquitaine         | inscrit    | « PA00105214 », notice no PA00105214 | 46° 01′ 25″ nord, 0° 26′ 11″ ouest |       |
| Église Saint-Pierre de Saint-Pierre-du-Palais                                  | Saint-Pierre-du-Palais           | Charente-Maritime   | Nouvelle-Aquitaine         | inscrit    | « PA00105220 », notice no PA00105220 | 45° 10′ 00″ nord, 0° 09′ 27″ ouest |       |
| Église Saint-Martin de Taillant                                                | Taillant                         | Charente-Maritime   | Nouvelle-Aquitaine         | inscrit    | « PA00105276 », notice no PA00105276 | 45° 54′ 01″ nord, 0° 37′ 15″ ouest |       |
| Château de Vervant                                                             | Vervant                          | Charente-Maritime   | Nouvelle-Aquitaine         | inscrit    | « PA00105297 », notice no PA00105297 | 45° 58′ 35″ nord, 0° 27′ 13″ ouest |       |
| Château de Villeneuve-la-Comtesse                                              | Villeneuve-la-Comtesse           | Charente-Maritime   | Nouvelle-Aquitaine         | inscrit    | « PA00105300 », notice no PA00105300 | 46° 05′ 23″ nord, 0° 30′ 09″ ouest |       |
| Tour de César                                                                  | Allassac                         | Corrèze             | Nouvelle-Aquitaine         | inscrit    | « PA00099648 », notice no PA00099648 | 45° 15′ 29″ nord, 1° 28′ 34″ est   |       |
| Maison du XVe siècle                                                           | Beaulieu-sur-Dordogne            | Corrèze             | Nouvelle-Aquitaine         | inscrit    | « PA00099675 », notice no PA00099675 | 44° 58′ 46″ nord, 1° 50′ 16″ est   |       |
| Maison Clare                                                                   | Beaulieu-sur-Dordogne            | Corrèze             | Nouvelle-Aquitaine         | inscrit    | « PA00099678 », notice no PA00099678 | 44° 58′ 49″ nord, 1° 50′ 14″ est   |       |
| Maison Calary                                                                  | Beaulieu-sur-Dordogne            | Corrèze             | Nouvelle-Aquitaine         | inscrit    | « PA00099680 », notice no PA00099680 | 44° 58′ 45″ nord, 1° 50′ 20″ est   |       |
| Immeuble du Bessol                                                             | Beaulieu-sur-Dordogne            | Corrèze             | Nouvelle-Aquitaine         | inscrit    | « PA00099671 », notice no PA00099671 | 44° 58′ 42″ nord, 1° 50′ 16″ est   |       |
| Institution Sévigné                                                            | Beaulieu-sur-Dordogne            | Corrèze             | Nouvelle-Aquitaine         | inscrit    | « PA00099669 », notice no PA00099669 | 44° 58′ 44″ nord, 1° 50′ 23″ est   |       |
| Porte Sainte-Catherine                                                         | Beaulieu-sur-Dordogne            | Corrèze             | Nouvelle-Aquitaine         | inscrit    | « PA00099682 », notice no PA00099682 | 44° 58′ 45″ nord, 1° 50′ 23″ est   |       |
| Maison Rigal                                                                   | Beaulieu-sur-Dordogne            | Corrèze             | Nouvelle-Aquitaine         | inscrit    | « PA00099676 », notice no PA00099676 | 44° 58′ 45″ nord, 1° 50′ 25″ est   |       |
| Maison Bosselut                                                                | Beaulieu-sur-Dordogne            | Corrèze             | Nouvelle-Aquitaine         | inscrit    | « PA00099679 », notice no PA00099679 | 44° 58′ 48″ nord, 1° 50′ 16″ est   |       |
| Porte de Beaulieu-sur-Dordogne                                                 | Beaulieu-sur-Dordogne            | Corrèze             | Nouvelle-Aquitaine         | inscrit    | « PA00099681 », notice no PA00099681 | 44° 58′ 46″ nord, 1° 50′ 16″ est   |       |
| Maison Plazanet                                                                | Beaulieu-sur-Dordogne            | Corrèze             | Nouvelle-Aquitaine         | inscrit    | « PA00099673 », notice no PA00099673 | 44° 58′ 43″ nord, 1° 50′ 13″ est   |       |
| Maison Beyssac                                                                 | Beaulieu-sur-Dordogne            | Corrèze             | Nouvelle-Aquitaine         | inscrit    | « PA00099674 », notice no PA00099674 | 44° 58′ 48″ nord, 1° 50′ 21″ est   |       |
| Auberge de jeunesse                                                            | Beaulieu-sur-Dordogne            | Corrèze             | Nouvelle-Aquitaine         | inscrit    | « PA00099677 », notice no PA00099677 | 44° 58′ 54″ nord, 1° 50′ 10″ est   |       |
| Maison dite « de la Sirène »                                                   | Collonges-la-Rouge               | Corrèze             | Nouvelle-Aquitaine         | classé     | « PA00099730 », notice no PA00099730 | 45° 03′ 39″ nord, 1° 39′ 17″ est   |       |
| Château de Favars                                                              | Favars                           | Corrèze             | Nouvelle-Aquitaine         | inscrit    | « PA00099775 », notice no PA00099775 | 45° 15′ 41″ nord, 1° 40′ 40″ est   |       |
| Maison Verdier                                                                 | Meyssac                          | Corrèze             | Nouvelle-Aquitaine         | inscrit    | « PA00099808 », notice no PA00099808 | 45° 03′ 21″ nord, 1° 40′ 27″ est   |       |
| Église Saint-Saturnin de Sioniac                                               | Sioniac                          | Corrèze             | Nouvelle-Aquitaine         | inscrit    | « PA00099898 », notice no PA00099898 | 44° 58′ 32″ nord, 1° 49′ 10″ est   |       |
| Immeuble                                                                       | Tulle                            | Corrèze             | Nouvelle-Aquitaine         | inscrit    | « PA00099919 », notice no PA00099919 | 45° 16′ 08″ nord, 1° 46′ 13″ est   |       |
| Maison Duché                                                                   | Turenne                          | Corrèze             | Nouvelle-Aquitaine         | inscrit    | « PA00099933 », notice no PA00099933 | 45° 03′ 17″ nord, 1° 34′ 58″ est   |       |
| Maison Ceyroux                                                                 | Turenne                          | Corrèze             | Nouvelle-Aquitaine         | inscrit    | « PA00099935 », notice no PA00099935 | 45° 03′ 15″ nord, 1° 34′ 58″ est   |       |
| Maison Livet                                                                   | Turenne                          | Corrèze             | Nouvelle-Aquitaine         | inscrit    | « PA00099934 », notice no PA00099934 | 45° 03′ 17″ nord, 1° 34′ 58″ est   |       |
| Maison                                                                         | Beaune                           | Côte-d'Or           | Bourgogne-Franche-Comté    | classé     | « PA00112125 », notice no PA00112125 | 47° 01′ 23″ nord, 4° 50′ 16″ est   |       |
| Château de Commarin                                                            | Commarin                         | Côte-d'Or           | Bourgogne-Franche-Comté    | classé     | « PA00112222 », notice no PA00112222 | 47° 15′ 19″ nord, 4° 38′ 55″ est   |       |
| Château du Clos de Vougeot                                                     | Vougeot                          | Côte-d'Or           | Bourgogne-Franche-Comté    | classé     | « PA00112745 », notice no PA00112745 | 47° 10′ 30″ nord, 4° 57′ 19″ est   |       |
| Château du Parc                                                                | Saint-Jacut-du-Mené              | Côtes-d'Armor       | Bretagne                   | inscrit    | « PA00089633 », notice no PA00089633 | 48° 17′ 01″ nord, 2° 27′ 28″ ouest |       |
| Vestiges de l'ancienne église Saint-Pardoux-de-Feix, ou du Petit-Saint-Pardoux | Brantôme                         | Dordogne            | Nouvelle-Aquitaine         | inscrit    | « PA00082409 », notice no PA00082409 | 45° 22′ 17″ nord, 0° 38′ 36″ est   |       |
| Église Saint-Jean-Baptiste de Campagne                                         | Campagne                         | Dordogne            | Nouvelle-Aquitaine         | inscrit    | « PA00082428 », notice no PA00082428 | 44° 54′ 28″ nord, 0° 58′ 03″ est   |       |
| Hôtel du Gouverneur                                                            | Domme                            | Dordogne            | Nouvelle-Aquitaine         | inscrit    | « PA00082519 », notice no PA00082519 | 44° 48′ 11″ nord, 1° 12′ 52″ est   |       |
| Église Notre-Dame                                                              | La Dornac                        | Dordogne            | Nouvelle-Aquitaine         | inscrit    | « PA00082595 », notice no PA00082595 | 45° 04′ 56″ nord, 1° 21′ 34″ est   |       |
| Hôpital de Montignac                                                           | Montignac-Lascaux                | Dordogne            | Nouvelle-Aquitaine         | inscrit    | « PA00082698 », notice no PA00082698 | 45° 03′ 54″ nord, 1° 09′ 51″ est   |       |
| Château de Saint-Cyprien                                                       | Saint-Cyprien                    | Dordogne            | Nouvelle-Aquitaine         | inscrit    | « PA00082824 », notice no PA00082824 | 44° 52′ 09″ nord, 1° 02′ 26″ est   |       |
| Restes de la tour du château de Lostanges, ou tour de sainte-Alvère            | Sainte-Alvère                    | Dordogne            | Nouvelle-Aquitaine         | inscrit    | « PA00082791 », notice no PA00082791 | 44° 56′ 48″ nord, 0° 48′ 33″ est   |       |
| Église Saint-Léger                                                             | Sarlande                         | Dordogne            | Nouvelle-Aquitaine         | inscrit    | « PA00082915 », notice no PA00082915 | 45° 27′ 03″ nord, 1° 07′ 06″ est   |       |
| Chapelle de Notre-Dame-de-Bon-Encontre                                         | Sarlat-la-Canéda                 | Dordogne            | Nouvelle-Aquitaine         | inscrit    | « PA00082918 », notice no PA00082918 | 44° 53′ 30″ nord, 1° 13′ 15″ est   |       |
| Ancien couvent de l'Ordre de Notre-Dame                                        | Sarlat-la-Canéda                 | Dordogne            | Nouvelle-Aquitaine         | inscrit    | « PA00082925 », notice no PA00082925 | 44° 53′ 25″ nord, 1° 13′ 09″ est   |       |
| Maison Bouquier (ou maison Renaissance)                                        | Terrasson-Lavilledieu            | Dordogne            | Nouvelle-Aquitaine         | inscrit    | « PA00083013 », notice no PA00083013 | 45° 07′ 37″ nord, 1° 18′ 16″ est   |       |
| Château de Villiers                                                            | Draveil                          | Essonne             | Île-de-France              | inscrit    | « PA00087888 », notice no PA00087888 | 48° 40′ 57″ nord, 2° 24′ 19″ est   |       |
| Dolmen de la Pierre-Levée                                                      | Janville-sur-Juine               | Essonne             | Île-de-France              | classé     | « PA00087925 », notice no PA00087925 | 48° 30′ 33″ nord, 2° 15′ 45″ est   |       |
| Maison du Bailliage                                                            | Montreuil-l'Argillé              | Eure                | Normandie                  | inscrit    | « PA00099492 », notice no PA00099492 | 48° 56′ 17″ nord, 0° 28′ 47″ est   |       |
| Manoir du Blanc-Buisson                                                        | Saint-Pierre-du-Mesnil           | Eure                | Normandie                  | inscrit    | « PA00099571 », notice no PA00099571 | 48° 56′ 20″ nord, 0° 33′ 52″ est   |       |
| Église Notre-Dame de Serquigny                                                 | Serquigny                        | Eure                | Normandie                  | inscrit    | « PA00099578 », notice no PA00099578 | 49° 06′ 33″ nord, 0° 42′ 44″ est   |       |
| Hôpital                                                                        | Châteaudun                       | Eure-et-Loir        | Centre-Val de Loire        | inscrit    | « PA00097029 », notice no PA00097029 | 48° 04′ 08″ nord, 1° 19′ 28″ est   |       |
| Église Notre-Dame                                                              | Nogent-le-Rotrou                 | Eure-et-Loir        | Centre-Val de Loire        | classé     | « PA00097174 », notice no PA00097174 | 48° 19′ 16″ nord, 0° 49′ 19″ est   |       |
| Manoir de la Grande Maison                                                     | Nogent-le-Rotrou                 | Eure-et-Loir        | Centre-Val de Loire        | inscrit    | « PA00097180 », notice no PA00097180 | 48° 18′ 52″ nord, 0° 49′ 03″ est   |       |
| Chapelle Notre-Dame de Coat-an-Poudou                                          | Melgven                          | Finistère           | Bretagne                   | classé     | « PA00090112 », notice no PA00090112 | 47° 55′ 33″ nord, 3° 50′ 51″ ouest |       |
| Abbaye de Saint-Colomban                                                       | Quimperlé                        | Finistère           | Bretagne                   | classé     | « PA00090377 », notice no PA00090377 | 47° 52′ 24″ nord, 3° 32′ 42″ ouest |       |
| Maison                                                                         | Aigues-Mortes                    | Gard                | Occitanie                  | inscrit    | « PA00102941 », notice no PA00102941 | 43° 33′ 56″ nord, 4° 11′ 32″ est   |       |
| Église Notre-Dame-des-Sablons d'Aigues-Mortes                                  | Aigues-Mortes                    | Gard                | Occitanie                  | inscrit    | « PA00102940 », notice no PA00102940 | 43° 34′ 01″ nord, 4° 11′ 25″ est   |       |
| Château du Cheylard                                                            | Aujac                            | Gard                | Occitanie                  | inscrit    | « PA00102963 », notice no PA00102963 | 44° 20′ 49″ nord, 4° 01′ 38″ est   |       |
| Église Saint-Martin d'Aujac                                                    | Aujac                            | Gard                | Occitanie                  | inscrit    | « PA00102964 », notice no PA00102964 | 44° 20′ 53″ nord, 4° 00′ 51″ est   |       |
| Chapelle Saint-Martin-de-Saduran                                               | Bagnols-sur-Cèze                 | Gard                | Occitanie                  | inscrit    | « PA00102966 », notice no PA00102966 | 44° 10′ 54″ nord, 4° 36′ 27″ est   |       |
| Hôtel de la Gorce                                                              | Bagnols-sur-Cèze                 | Gard                | Occitanie                  | inscrit    | « PA00102968 », notice no PA00102968 | 44° 09′ 44″ nord, 4° 37′ 14″ est   |       |
| Maison                                                                         | Bagnols-sur-Cèze                 | Gard                | Occitanie                  | inscrit    | « PA00102970 », notice no PA00102970 | 44° 09′ 43″ nord, 4° 37′ 16″ est   |       |
| Manoir de Maransan                                                             | Bagnols-sur-Cèze                 | Gard                | Occitanie                  | inscrit    | « PA00102971 », notice no PA00102971 | 44° 10′ 30″ nord, 4° 38′ 29″ est   |       |
| Niche d'angle soutenue par un groupe sculpté                                   | Beaucaire                        | Gard                | Occitanie                  | inscrit    | « PA00102994 », notice no PA00102994 | 43° 48′ 27″ nord, 4° 38′ 34″ est   |       |
| Église Saint-Pierre de Blannaves                                               | Branoux-les-Taillades            | Gard                | Occitanie                  | inscrit    | « PA00103027 », notice no PA00103027 | 44° 14′ 12″ nord, 3° 58′ 19″ est   |       |
| Église Saint-Saturnin de Calvisson                                             | Calvisson                        | Gard                | Occitanie                  | inscrit    | « PA00103030 », notice no PA00103030 | 43° 47′ 09″ nord, 4° 11′ 38″ est   |       |
| Église Saint-Étienne de Concoules                                              | Concoules                        | Gard                | Occitanie                  | inscrit    | « PA00103048 », notice no PA00103048 | 44° 22′ 49″ nord, 3° 56′ 19″ est   |       |
| Église Notre-Dame et Saint-André de Congénies                                  | Congénies                        | Gard                | Occitanie                  | inscrit    | « PA00103049 », notice no PA00103049 | 43° 46′ 39″ nord, 4° 09′ 37″ est   |       |
| Église Saint-Pierre de Malons                                                  | Malons-et-Elze                   | Gard                | Occitanie                  | inscrit    | « PA00103070 », notice no PA00103070 | 44° 25′ 04″ nord, 4° 01′ 25″ est   |       |
| Château de Montpezat                                                           | Montpezat                        | Gard                | Occitanie                  | inscrit    | « PA00103086 », notice no PA00103086 | 43° 51′ 01″ nord, 4° 09′ 22″ est   |       |
| Bas-relief romain                                                              | Nîmes                            | Gard                | Occitanie                  | inscrit    | « PA00103104 », notice no PA00103104 | 43° 50′ 10″ nord, 4° 21′ 36″ est   |       |
| Hôtel de Fontfroide                                                            | Nîmes                            | Gard                | Occitanie                  | inscrit    | « PA00103128 », notice no PA00103128 | 43° 50′ 13″ nord, 4° 21′ 33″ est   |       |
| Théâtre municipal                                                              | Nîmes                            | Gard                | Occitanie                  | inscrit    | « PA00103154 », notice no PA00103154 | 43° 47′ 04″ nord, 4° 23′ 59″ est   |       |
| Porte de Remoulins                                                             | Remoulins                        | Gard                | Occitanie                  | inscrit    | « PA00103178 », notice no PA00103178 | 43° 56′ 24″ nord, 4° 33′ 35″ est   |       |
| Maison du Cardinal                                                             | Roquemaure                       | Gard                | Occitanie                  | inscrit    | « PA00103186 », notice no PA00103186 | 44° 03′ 06″ nord, 4° 46′ 41″ est   |       |
| Château de Roquemaure                                                          | Roquemaure                       | Gard                | Occitanie                  | inscrit    | « PA00103184 », notice no PA00103184 | 44° 03′ 14″ nord, 4° 46′ 50″ est   |       |
| Hôtel de ville de Roquemaure                                                   | Roquemaure                       | Gard                | Occitanie                  | inscrit    | « PA00103185 », notice no PA00103185 | 44° 03′ 07″ nord, 4° 46′ 44″ est   |       |
| Maison                                                                         | Saint-Gilles                     | Gard                | Occitanie                  | inscrit    | « PA00103214 », notice no PA00103214 | 43° 40′ 39″ nord, 4° 25′ 51″ est   |       |
| Maison                                                                         | Saint-Gilles                     | Gard                | Occitanie                  | inscrit    | « PA00103212 », notice no PA00103212 | 43° 40′ 38″ nord, 4° 25′ 55″ est   |       |
| Chapelle Sainte-Colombe                                                        | Saint-Gilles                     | Gard                | Occitanie                  | inscrit    | « PA00103206 », notice no PA00103206 | 43° 41′ 54″ nord, 4° 21′ 03″ est   |       |
| Église Saint-André de Souvignargues                                            | Souvignargues                    | Gard                | Occitanie                  | inscrit    | « PA00103240 », notice no PA00103240 | 43° 48′ 57″ nord, 4° 07′ 43″ est   |       |
| Église de Saint-Étienne d'Escattes                                             | Souvignargues                    | Gard                | Occitanie                  | inscrit    | « PA00103241 », notice no PA00103241 | 43° 49′ 09″ nord, 4° 08′ 48″ est   |       |
| Hôtel Dampmartin                                                               | Uzès                             | Gard                | Occitanie                  | inscrit    | « PA00103262 », notice no PA00103262 | 44° 00′ 45″ nord, 4° 25′ 08″ est   |       |
| Chapelle Saint Geniès                                                          | Uzès                             | Gard                | Occitanie                  | inscrit    | « PA00103255 », notice no PA00103255 | 44° 01′ 17″ nord, 4° 24′ 58″ est   |       |
| Hôtel d'Aigaliers                                                              | Uzès                             | Gard                | Occitanie                  | inscrit    | « PA00103257 », notice no PA00103257 | 44° 00′ 44″ nord, 4° 25′ 07″ est   |       |
| Hôtel Verdier-Allut                                                            | Uzès                             | Gard                | Occitanie                  | inscrit    | « PA00103279 », notice no PA00103279 | 44° 00′ 45″ nord, 4° 25′ 06″ est   |       |
| Château de Vergèze                                                             | Vergèze                          | Gard                | Occitanie                  | inscrit    | « PA00103289 », notice no PA00103289 | 43° 44′ 28″ nord, 4° 13′ 22″ est   |       |
| Château de Betplan                                                             | Betplan                          | Gers                | Occitanie                  | inscrit    | « PA00094741 », notice no PA00094741 | 43° 24′ 52″ nord, 0° 11′ 54″ est   |       |
| Église des Augustins de Marciac                                                | Marciac                          | Gers                | Occitanie                  | inscrit    | « PA00094857 », notice no PA00094857 | 43° 31′ 31″ nord, 0° 09′ 43″ est   |       |
| Église Saint-André de Peyrusse-Vieille                                         | Peyrusse-Vieille                 | Gers                | Occitanie                  | inscrit    | « PA00094893 », notice no PA00094893 | 43° 37′ 48″ nord, 0° 10′ 47″ est   |       |
| Château de Malle                                                               | Preignac                         | Gironde             | Nouvelle-Aquitaine         | classé     | « PA00083681 », notice no PA00083681 | 44° 33′ 54″ nord, 0° 17′ 48″ ouest |       |
| Maison zum Kragen                                                              | Colmar                           | Haut-Rhin           | Grand Est                  | classé     | « PA00085396 », notice no PA00085396 | 48° 04′ 36″ nord, 7° 21′ 29″ est   |       |
| Grottes de Montmaurin                                                          | Montmaurin                       | Haute-Garonne       | Occitanie                  | classé     | « PA00094396 », notice no PA00094396 | 43° 13′ 36″ nord, 0° 38′ 20″ est   |       |
| Villa gallo-romaine de Montmaurin                                              | Montmaurin                       | Haute-Garonne       | Occitanie                  | classé     | « PA00094397 », notice no PA00094397 | 43° 13′ 00″ nord, 0° 38′ 44″ est   |       |
| Château de Saint-Geniès                                                        | Saint-Geniès-Bellevue            | Haute-Garonne       | Occitanie                  | inscrit    | « PA00094462 », notice no PA00094462 | 43° 40′ 59″ nord, 1° 29′ 06″ est   |       |
| Vieux pont de Brives                                                           | Brives-Charensac                 | Haute-Loire         | Auvergne-Rhône-Alpes       | inscrit    | « PA00092626 », notice no PA00092626 | 45° 02′ 49″ nord, 3° 55′ 42″ est   |       |
| Donjon de Craponne-sur-Arzon                                                   | Craponne-sur-Arzon               | Haute-Loire         | Auvergne-Rhône-Alpes       | inscrit    | « PA00092658 », notice no PA00092658 | 45° 19′ 49″ nord, 3° 50′ 46″ est   |       |
| Église Saint-Privat de Reilhac                                                 | Mazeyrat-d'Allier                | Haute-Loire         | Auvergne-Rhône-Alpes       | inscrit    | « PA00092708 », notice no PA00092708 | 45° 07′ 25″ nord, 3° 29′ 03″ est   |       |
| Hôtel de Marcellange                                                           | Le Puy-en-Velay                  | Haute-Loire         | Auvergne-Rhône-Alpes       | inscrit    | « PA00092766 », notice no PA00092766 | 45° 02′ 43″ nord, 3° 53′ 09″ est   |       |
| Hôtel Pradier d'Agrain                                                         | Le Puy-en-Velay                  | Haute-Loire         | Auvergne-Rhône-Alpes       | inscrit    | « PA00092758 », notice no PA00092758 | 45° 02′ 43″ nord, 3° 53′ 09″ est   |       |
| Hôtel de Sanhard                                                               | Le Puy-en-Velay                  | Haute-Loire         | Auvergne-Rhône-Alpes       | inscrit    | « PA00092769 », notice no PA00092769 | 45° 02′ 42″ nord, 3° 53′ 08″ est   |       |
| Hôtel de Johanny de Marminhac                                                  | Le Puy-en-Velay                  | Haute-Loire         | Auvergne-Rhône-Alpes       | inscrit    | « PA00092780 », notice no PA00092780 | 45° 02′ 37″ nord, 3° 53′ 00″ est   |       |
| Maison des Duchamp                                                             | Le Puy-en-Velay                  | Haute-Loire         | Auvergne-Rhône-Alpes       | inscrit    | « PA00092783 », notice no PA00092783 | 45° 02′ 41″ nord, 3° 53′ 03″ est   |       |
| Vestiges de l'église Saint-Vozy                                                | Le Puy-en-Velay                  | Haute-Loire         | Auvergne-Rhône-Alpes       | inscrit    | « PA00092752 », notice no PA00092752 | 45° 02′ 44″ nord, 3° 53′ 13″ est   |       |
| Hôtel Legal de Nirande                                                         | Le Puy-en-Velay                  | Haute-Loire         | Auvergne-Rhône-Alpes       | inscrit    | « PA00092778 », notice no PA00092778 | 45° 02′ 38″ nord, 3° 52′ 57″ est   |       |
| Hôtel des Arcis de Chazourne                                                   | Le Puy-en-Velay                  | Haute-Loire         | Auvergne-Rhône-Alpes       | inscrit    | « PA00092781 », notice no PA00092781 | 45° 02′ 36″ nord, 3° 53′ 00″ est   |       |
| Maison des Œuvres                                                              | Le Puy-en-Velay                  | Haute-Loire         | Auvergne-Rhône-Alpes       | inscrit    | « PA00092789 », notice no PA00092789 | 45° 02′ 37″ nord, 3° 53′ 01″ est   |       |
| Porte                                                                          | Le Puy-en-Velay                  | Haute-Loire         | Auvergne-Rhône-Alpes       | inscrit    | « PA00092807 », notice no PA00092807 | 45° 02′ 41″ nord, 3° 53′ 03″ est   |       |
| Salle capitulaire Saint-Laurent                                                | Le Puy-en-Velay                  | Haute-Loire         | Auvergne-Rhône-Alpes       | classé     | « PA00092811 », notice no PA00092811 | 45° 02′ 52″ nord, 3° 52′ 47″ est   |       |
| Église Saint-Georges                                                           | Le Puy-en-Velay                  | Haute-Loire         | Auvergne-Rhône-Alpes       | inscrit    | « PA00092750 », notice no PA00092750 | 45° 02′ 45″ nord, 3° 53′ 11″ est   |       |
| Hôtel Pons-des-Ollières                                                        | Le Puy-en-Velay                  | Haute-Loire         | Auvergne-Rhône-Alpes       | inscrit    | « PA00092768 », notice no PA00092768 | 45° 02′ 43″ nord, 3° 53′ 02″ est   |       |
| Maison                                                                         | Le Puy-en-Velay                  | Haute-Loire         | Auvergne-Rhône-Alpes       | inscrit    | « PA00092803 », notice no PA00092803 | 45° 02′ 43″ nord, 3° 53′ 02″ est   |       |
| Palais épiscopal                                                               | Le Puy-en-Velay                  | Haute-Loire         | Auvergne-Rhône-Alpes       | inscrit    | « PA00092753 », notice no PA00092753 | 45° 02′ 43″ nord, 3° 53′ 05″ est   |       |
| Hôtel de Girardin et de Luzy                                                   | Le Puy-en-Velay                  | Haute-Loire         | Auvergne-Rhône-Alpes       | inscrit    | « PA00092763 », notice no PA00092763 | 45° 02′ 47″ nord, 3° 53′ 05″ est   |       |
| Immeuble                                                                       | Le Puy-en-Velay                  | Haute-Loire         | Auvergne-Rhône-Alpes       | inscrit    | « PA00092784 », notice no PA00092784 | 45° 02′ 43″ nord, 3° 53′ 02″ est   |       |
| Maison                                                                         | Le Puy-en-Velay                  | Haute-Loire         | Auvergne-Rhône-Alpes       | inscrit    | « PA00092793 », notice no PA00092793 | 45° 02′ 43″ nord, 3° 53′ 10″ est   |       |
| Manécanterie Notre-Dame (ancien hôtel Saint-Vidal)                             | Le Puy-en-Velay                  | Haute-Loire         | Auvergne-Rhône-Alpes       | inscrit    | « PA00092804 », notice no PA00092804 | 45° 02′ 43″ nord, 3° 53′ 08″ est   |       |
| Château d'Artias                                                               | Retournac                        | Haute-Loire         | Auvergne-Rhône-Alpes       | inscrit    | « PA00092815 », notice no PA00092815 | 45° 12′ 48″ nord, 4° 00′ 02″ est   |       |
| Église Saint-Martin de Rosières                                                | Rosières                         | Haute-Loire         | Auvergne-Rhône-Alpes       | inscrit    | « PA00092822 », notice no PA00092822 | 45° 07′ 59″ nord, 3° 59′ 14″ est   |       |
| Pont de Bounery                                                                | Saint-André-de-Chalencon         | Haute-Loire         | Auvergne-Rhône-Alpes       | inscrit    | « PA00092826 », notice no PA00092826 | 45° 17′ 09″ nord, 3° 58′ 42″ est   |       |
| Croix de Saint-Maurice-de-Lignon                                               | Saint-Maurice-de-Lignon          | Haute-Loire         | Auvergne-Rhône-Alpes       | inscrit    | « PA00092863 », notice no PA00092863 | 45° 13′ 57″ nord, 4° 08′ 19″ est   |       |
| Porte fortifiée sud                                                            | Saint-Pal-de-Chalencon           | Haute-Loire         | Auvergne-Rhône-Alpes       | inscrit    | « PA00092867 », notice no PA00092867 | 45° 21′ 21″ nord, 3° 57′ 24″ est   |       |
| Calvaire de Lurou                                                              | Saint-Pal-de-Chalencon           | Haute-Loire         | Auvergne-Rhône-Alpes       | inscrit    | « PA00092865 », notice no PA00092865 | 45° 20′ 22″ nord, 3° 57′ 27″ est   |       |
| Porte fortifiée nord                                                           | Saint-Pal-de-Chalencon           | Haute-Loire         | Auvergne-Rhône-Alpes       | inscrit    | « PA00092866 », notice no PA00092866 | 45° 21′ 24″ nord, 3° 57′ 24″ est   |       |
| Maison du Cros                                                                 | Tiranges                         | Haute-Loire         | Auvergne-Rhône-Alpes       | inscrit    | « PA00092906 », notice no PA00092906 | 45° 17′ 50″ nord, 3° 59′ 09″ est   |       |
| Croix de Durand                                                                | Tiranges                         | Haute-Loire         | Auvergne-Rhône-Alpes       | inscrit    | « PA00092904 », notice no PA00092904 | 45° 16′ 43″ nord, 3° 59′ 09″ est   |       |
| Croix de Tiranges                                                              | Tiranges                         | Haute-Loire         | Auvergne-Rhône-Alpes       | inscrit    | « PA00092905 », notice no PA00092905 | 45° 18′ 12″ nord, 3° 59′ 22″ est   |       |
| Château de Valprivas                                                           | Valprivas                        | Haute-Loire         | Auvergne-Rhône-Alpes       | inscrit    | « PA00092907 », notice no PA00092907 | 45° 18′ 42″ nord, 4° 02′ 33″ est   |       |
| Dolmen de la Pierre Tournante et tumulus                                       | Nogent                           | Haute-Marne         | Grand Est                  | classé     | « PA00079161 », notice no PA00079161 | 48° 01′ 34″ nord, 5° 18′ 26″ est   |       |
| Terrasse d'Abondance                                                           | Abondance                        | Haute-Savoie        | Auvergne-Rhône-Alpes       | inscrit    | « PA00118336 », notice no PA00118336 | 46° 16′ 51″ nord, 6° 43′ 09″ est   |       |
| Hôtel Maledent de Savignac de Feytiat                                          | Limoges                          | Haute-Vienne        | Nouvelle-Aquitaine         | inscrit    | « PA00100354 », notice no PA00100354 | 45° 49′ 53″ nord, 1° 15′ 29″ est   |       |
| Fontaine d'Aigoulène                                                           | Limoges                          | Haute-Vienne        | Nouvelle-Aquitaine         | inscrit    | « PA00100346 », notice no PA00100346 | 45° 49′ 49″ nord, 1° 15′ 26″ est   |       |
| Visitation                                                                     | Limoges                          | Haute-Vienne        | Nouvelle-Aquitaine         | inscrit    | « PA00100339 », notice no PA00100339 | 45° 50′ 07″ nord, 1° 15′ 18″ est   |       |
| Fontaine des Barres                                                            | Limoges                          | Haute-Vienne        | Nouvelle-Aquitaine         | inscrit    | « PA00100347 », notice no PA00100347 | 45° 50′ 00″ nord, 1° 15′ 25″ est   |       |
| Reposoirs de Nieul                                                             | Nieul                            | Haute-Vienne        | Nouvelle-Aquitaine         | inscrit    | « PA00100404 », notice no PA00100404 | 45° 57′ 26″ nord, 1° 12′ 21″ est   |       |
| Église Saint-Julien-de-Brioude de Biennat                                      | Rochechouart                     | Haute-Vienne        | Nouvelle-Aquitaine         | inscrit    | « PA00100430 », notice no PA00100430 | 45° 49′ 17″ nord, 0° 50′ 40″ est   |       |
| Maison                                                                         | Saint-Léonard-de-Noblat          | Haute-Vienne        | Nouvelle-Aquitaine         | inscrit    | « PA00100475 », notice no PA00100475 | 45° 50′ 15″ nord, 1° 29′ 22″ est   |       |
| Hôpital de Saint-Léonard-de-Noblat                                             | Saint-Léonard-de-Noblat          | Haute-Vienne        | Nouvelle-Aquitaine         | inscrit    | « PA00100468 », notice no PA00100468 | 45° 50′ 12″ nord, 1° 29′ 16″ est   |       |
| Logis                                                                          | Saint-Léonard-de-Noblat          | Haute-Vienne        | Nouvelle-Aquitaine         | inscrit    | « PA00100473 », notice no PA00100473 | 45° 50′ 15″ nord, 1° 29′ 23″ est   |       |
| Immeuble                                                                       | Saint-Léonard-de-Noblat          | Haute-Vienne        | Nouvelle-Aquitaine         | inscrit    | « PA00100470 », notice no PA00100470 | 45° 50′ 21″ nord, 1° 29′ 22″ est   |       |
| Immeuble                                                                       | Saint-Léonard-de-Noblat          | Haute-Vienne        | Nouvelle-Aquitaine         | inscrit    | « PA00100471 », notice no PA00100471 | 45° 50′ 15″ nord, 1° 29′ 28″ est   |       |
| Maison, ancien logis du XVIe siècle                                            | Saint-Léonard-de-Noblat          | Haute-Vienne        | Nouvelle-Aquitaine         | inscrit    | « PA00100472 », notice no PA00100472 | 45° 50′ 16″ nord, 1° 29′ 26″ est   |       |
| Ancien château                                                                 | Upaix                            | Hautes-Alpes        | Provence-Alpes-Côte d'Azur | inscrit    | « PA00080631 », notice no PA00080631 | 44° 19′ 04″ nord, 5° 52′ 29″ est   |       |
| Aqueduc de Castries                                                            | Castries                         | Hérault             | Occitanie                  | classé     | « PA00103409 », notice no PA00103409 | 43° 40′ 45″ nord, 3° 59′ 09″ est   |       |
| Église Sainte-Cécile de Loupian                                                | Loupian                          | Hérault             | Occitanie                  | classé     | « PA00103491 », notice no PA00103491 | 43° 26′ 52″ nord, 3° 36′ 58″ est   |       |
| Château de Villegongis                                                         | Villegongis                      | Indre               | Centre-Val de Loire        | classé     | « PA00097484 », notice no PA00097484 | 46° 54′ 53″ nord, 1° 35′ 56″ est   |       |
| Église Saint-Martin d'Abilly                                                   | Abilly                           | Indre-et-Loire      | Centre-Val de Loire        | inscrit    | « PA00097501 », notice no PA00097501 | 46° 56′ 26″ nord, 0° 43′ 35″ est   |       |
| Hôtel                                                                          | Amboise                          | Indre-et-Loire      | Centre-Val de Loire        | inscrit    | « PA00097514 », notice no PA00097514 | 47° 24′ 51″ nord, 0° 59′ 10″ est   |       |
| Maison à pans de bois                                                          | Amboise                          | Indre-et-Loire      | Centre-Val de Loire        | inscrit    | « PA00097518 », notice no PA00097518 | 47° 24′ 42″ nord, 0° 59′ 04″ est   |       |
| Prieuré Saint-Thomas                                                           | Amboise                          | Indre-et-Loire      | Centre-Val de Loire        | inscrit    | « PA00097521 », notice no PA00097521 | 47° 24′ 38″ nord, 0° 59′ 13″ est   |       |
| Château des Brétignolles                                                       | Anché                            | Indre-et-Loire      | Centre-Val de Loire        | inscrit    | « PA00097526 », notice no PA00097526 | 47° 07′ 55″ nord, 0° 19′ 12″ est   |       |
| Château des Archevêques                                                        | Artannes-sur-Indre               | Indre-et-Loire      | Centre-Val de Loire        | inscrit    | « PA00097530 », notice no PA00097530 | 47° 16′ 22″ nord, 0° 36′ 02″ est   |       |
| Église Saint-Romain d'Athée-sur-Cher                                           | Athée-sur-Cher                   | Indre-et-Loire      | Centre-Val de Loire        | inscrit    | « PA00097535 », notice no PA00097535 | 47° 19′ 15″ nord, 0° 54′ 57″ est   |       |
| Abbaye de Fontaine-les-Blanches                                                | Autrèche                         | Indre-et-Loire      | Centre-Val de Loire        | inscrit    | « PA00097538 », notice no PA00097538 | 47° 29′ 56″ nord, 0° 59′ 56″ est   |       |
| Manoir de la Baronnière                                                        | Avoine                           | Indre-et-Loire      | Centre-Val de Loire        | inscrit    | « PA00097542 », notice no PA00097542 | 47° 12′ 08″ nord, 0° 11′ 06″ est   |       |
| Église Saint-Symphorien-les-Ponceaux d'Avrillé-les-Ponceaux                    | Avrillé-les-Ponceaux             | Indre-et-Loire      | Centre-Val de Loire        | inscrit    | « PA00097545 », notice no PA00097545 | 47° 24′ 20″ nord, 0° 19′ 49″ est   |       |
| Château de la Folaine                                                          | Azay-sur-Indre                   | Indre-et-Loire      | Centre-Val de Loire        | inscrit    | « PA00097555 », notice no PA00097555 | 47° 12′ 45″ nord, 0° 57′ 12″ est   |       |
| Métairie monastique de Bergeresse                                              | Azay-sur-Indre                   | Indre-et-Loire      | Centre-Val de Loire        | inscrit    | « PA00097556 », notice no PA00097556 | 47° 11′ 44″ nord, 0° 55′ 34″ est   |       |
| Église Saint-Pierre de Beaulieu-lès-Loches                                     | Beaulieu-lès-Loches              | Indre-et-Loire      | Centre-Val de Loire        | inscrit    | « PA00097563 », notice no PA00097563 | 47° 07′ 07″ nord, 1° 00′ 58″ est   |       |
| Maison du Prieur                                                               | Beaulieu-lès-Loches              | Indre-et-Loire      | Centre-Val de Loire        | inscrit    | « PA00097565 », notice no PA00097565 | 47° 07′ 41″ nord, 1° 00′ 42″ est   |       |
| Maison                                                                         | Beaulieu-lès-Loches              | Indre-et-Loire      | Centre-Val de Loire        | inscrit    | « PA00097569 », notice no PA00097569 | 47° 07′ 46″ nord, 1° 00′ 42″ est   |       |
| Maison                                                                         | Beaulieu-lès-Loches              | Indre-et-Loire      | Centre-Val de Loire        | inscrit    | « PA00097567 », notice no PA00097567 | 47° 07′ 58″ nord, 1° 00′ 39″ est   |       |
| Maisons                                                                        | Beaulieu-lès-Loches              | Indre-et-Loire      | Centre-Val de Loire        | inscrit    | « PA00097568 », notice no PA00097568 | 47° 07′ 46″ nord, 1° 00′ 41″ est   |       |
| Maladrerie de Beaulieu-lès-Loches                                              | Beaulieu-lès-Loches              | Indre-et-Loire      | Centre-Val de Loire        | inscrit    | « PA00097570 », notice no PA00097570 | 47° 07′ 35″ nord, 1° 00′ 49″ est   |       |
| Maison du Pilori                                                               | Beaulieu-lès-Loches              | Indre-et-Loire      | Centre-Val de Loire        | inscrit    | « PA00097564 », notice no PA00097564 | 47° 07′ 45″ nord, 1° 00′ 46″ est   |       |
| Château de Détilly                                                             | Beaumont-en-Véron                | Indre-et-Loire      | Centre-Val de Loire        | inscrit    | « PA00097573 », notice no PA00097573 | 47° 12′ 01″ nord, 0° 09′ 54″ est   |       |
| Château de Velors                                                              | Beaumont-en-Véron                | Indre-et-Loire      | Centre-Val de Loire        | inscrit    | « PA00097575 », notice no PA00097575 | 47° 12′ 02″ nord, 0° 10′ 52″ est   |       |
| Château de Beaumont                                                            | Beaumont-Louestault              | Indre-et-Loire      | Centre-Val de Loire        | inscrit    | « PA00097578 », notice no PA00097578 | 47° 34′ 15″ nord, 0° 40′ 12″ est   |       |
| Manoir de la Cantinière                                                        | Beaumont-Louestault              | Indre-et-Loire      | Centre-Val de Loire        | inscrit    | « PA00097580 », notice no PA00097580 | 47° 35′ 09″ nord, 0° 39′ 43″ est   |       |
| Château des Étangs                                                             | Bossée                           | Indre-et-Loire      | Centre-Val de Loire        | inscrit    | « PA00097592 », notice no PA00097592 | 47° 05′ 24″ nord, 0° 43′ 28″ est   |       |
| Église Saint-Martin d'Oizay                                                    | Bridoré                          | Indre-et-Loire      | Centre-Val de Loire        | inscrit    | « PA00097604 », notice no PA00097604 | 47° 02′ 15″ nord, 1° 05′ 55″ est   |       |
| Église Saint-Martin de La Chapelle-Blanche-Saint-Martin                        | La Chapelle-Blanche-Saint-Martin | Indre-et-Loire      | Centre-Val de Loire        | inscrit    | « PA00097636 », notice no PA00097636 | 47° 05′ 11″ nord, 0° 47′ 34″ est   |       |
| Église de la Translation-de-Saint-Martin de La Chapelle-sur-Loire              | La Chapelle-sur-Loire            | Indre-et-Loire      | Centre-Val de Loire        | inscrit    | « PA00097637 », notice no PA00097637 | 47° 14′ 54″ nord, 0° 13′ 22″ est   |       |
| Château de Château-Renault                                                     | Château-Renault                  | Indre-et-Loire      | Centre-Val de Loire        | inscrit    | « PA00097643 », notice no PA00097643 | 47° 35′ 33″ nord, 0° 54′ 35″ est   |       |
| Église Saint-André de Château-Renault                                          | Château-Renault                  | Indre-et-Loire      | Centre-Val de Loire        | inscrit    | « PA00097644 », notice no PA00097644 | 47° 35′ 30″ nord, 0° 54′ 48″ est   |       |
| Château de Fromentières                                                        | Chinon                           | Indre-et-Loire      | Centre-Val de Loire        | inscrit    | « PA00097662 », notice no PA00097662 | 47° 12′ 23″ nord, 0° 13′ 38″ est   |       |
| Château de Chantilly                                                           | Courcelles-de-Touraine           | Indre-et-Loire      | Centre-Val de Loire        | inscrit    | « PA00097714 », notice no PA00097714 | 47° 28′ 24″ nord, 0° 18′ 25″ est   |       |
| Maison natale de Descartes                                                     | Descartes                        | Indre-et-Loire      | Centre-Val de Loire        | inscrit    | « PA00097739 », notice no PA00097739 | 46° 58′ 21″ nord, 0° 42′ 00″ est   |       |
| Prieuré de Saint-Cosme                                                         | La Riche                         | Indre-et-Loire      | Centre-Val de Loire        | classé     | « PA00097944 », notice no PA00097944 | 47° 23′ 20″ nord, 0° 39′ 04″ est   |       |
| Château de Fontenay-Isoré                                                      | Tauxigny-Saint-Bauld             | Indre-et-Loire      | Centre-Val de Loire        | inscrit    | « PA00098061 », notice no PA00098061 | 47° 10′ 12″ nord, 0° 49′ 55″ est   |       |
| Maison                                                                         | Tours                            | Indre-et-Loire      | Centre-Val de Loire        | classé     | « PA00098234 », notice no PA00098234 | 47° 23′ 39″ nord, 0° 40′ 55″ est   |       |
| Château d'Herbeys                                                              | Herbeys                          | Isère               | Auvergne-Rhône-Alpes       | classé     | « PA00117205 », notice no PA00117205 | 45° 08′ 19″ nord, 5° 47′ 28″ est   |       |
| Hôpital de la Charité et bastion Saint-André                                   | Dole                             | Jura                | Bourgogne-Franche-Comté    | classé     | « PA00101848 », notice no PA00101848 | 47° 05′ 25″ nord, 5° 29′ 41″ est   |       |
| Maison la Communale                                                            | Fontaines-en-Sologne             | Loir-et-Cher        | Centre-Val de Loire        | inscrit    | « PA00098439 », notice no PA00098439 | 47° 30′ 34″ nord, 1° 33′ 06″ est   |       |
| Maison à pans de bois                                                          | Fontaines-en-Sologne             | Loir-et-Cher        | Centre-Val de Loire        | inscrit    | « PA00098441 », notice no PA00098441 | 47° 30′ 33″ nord, 1° 33′ 02″ est   |       |
| Château de Menars                                                              | Menars                           | Loir-et-Cher        | Centre-Val de Loire        | classé     | « PA00098477 », notice no PA00098477 | 47° 38′ 20″ nord, 1° 24′ 37″ est   |       |
| Église Saint-Étienne de Tour-en-Sologne                                        | Tour-en-Sologne                  | Loir-et-Cher        | Centre-Val de Loire        | inscrit    | « PA00098622 », notice no PA00098622 | 47° 32′ 16″ nord, 1° 30′ 02″ est   |       |
| Abbaye de la Trinité                                                           | Vendôme                          | Loir-et-Cher        | Centre-Val de Loire        | classé     | « PA00098633 », notice no PA00098633 | 47° 47′ 28″ nord, 1° 04′ 08″ est   |       |
| Croix d'Apinac                                                                 | Apinac                           | Loire               | Auvergne-Rhône-Alpes       | inscrit    | « PA00117424 », notice no PA00117424 | 45° 22′ 49″ nord, 3° 59′ 42″ est   |       |
| Auditorium de Cervières                                                        | Cervières                        | Loire               | Auvergne-Rhône-Alpes       | inscrit    | « PA00117432 », notice no PA00117432 | 45° 50′ 52″ nord, 3° 46′ 21″ est   |       |
| Pont sur la Durèze                                                             | Chagnon                          | Loire               | Auvergne-Rhône-Alpes       | inscrit    | « PA00117434 », notice no PA00117434 | 45° 32′ 09″ nord, 4° 33′ 09″ est   |       |
| Château de Chalmazel                                                           | Chalmazel-Jeansagnière           | Loire               | Auvergne-Rhône-Alpes       | inscrit    | « PA00117437 », notice no PA00117437 | 45° 42′ 09″ nord, 3° 51′ 04″ est   |       |
| Tour de Chambles                                                               | Chambles                         | Loire               | Auvergne-Rhône-Alpes       | inscrit    | « PA00117441 », notice no PA00117441 | 45° 26′ 29″ nord, 4° 14′ 27″ est   |       |
| Croix du Plattre                                                               | Colombier                        | Loire               | Auvergne-Rhône-Alpes       | inscrit    | « PA00117471 », notice no PA00117471 | 45° 20′ 18″ nord, 4° 35′ 51″ est   |       |
| Croix du Plattre                                                               | Colombier                        | Loire               | Auvergne-Rhône-Alpes       | inscrit    | « PA00117472 », notice no PA00117472 | 45° 20′ 20″ nord, 4° 35′ 50″ est   |       |
| Croix de 1720                                                                  | Colombier                        | Loire               | Auvergne-Rhône-Alpes       | inscrit    | « PA00117473 », notice no PA00117473 | 45° 20′ 11″ nord, 4° 35′ 44″ est   |       |
| Maison à pans de bois                                                          | Le Crozet                        | Loire               | Auvergne-Rhône-Alpes       | inscrit    | « PA00117477 », notice no PA00117477 | 46° 10′ 13″ nord, 3° 51′ 19″ est   |       |
| Croix de Doizieux                                                              | Doizieux                         | Loire               | Auvergne-Rhône-Alpes       | inscrit    | « PA00117480 », notice no PA00117480 | 45° 25′ 38″ nord, 4° 35′ 10″ est   |       |
| Église Saint-Étienne d'Écotay-l'Olme                                           | Écotay-l'Olme                    | Loire               | Auvergne-Rhône-Alpes       | inscrit    | « PA00117481 », notice no PA00117481 | 45° 35′ 20″ nord, 4° 02′ 25″ est   |       |
| Croix d'Estivareilles                                                          | Estivareilles                    | Loire               | Auvergne-Rhône-Alpes       | inscrit    | « PA00117483 », notice no PA00117483 | 45° 24′ 58″ nord, 4° 00′ 33″ est   |       |
| Croix de Grammond                                                              | Grammond                         | Loire               | Auvergne-Rhône-Alpes       | inscrit    | « PA00117494 », notice no PA00117494 | 45° 33′ 57″ nord, 4° 26′ 27″ est   |       |
| Croix de Saint-Just                                                            | Juré                             | Loire               | Auvergne-Rhône-Alpes       | inscrit    | « PA00117498 », notice no PA00117498 | 45° 53′ 12″ nord, 3° 53′ 05″ est   |       |
| Église Saint-Julien-d'Antioche de Moingt                                       | Montbrison                       | Loire               | Auvergne-Rhône-Alpes       | inscrit    | « PA00117522 », notice no PA00117522 | 45° 35′ 34″ nord, 4° 04′ 31″ est   |       |
| Croix d'Estalliet                                                              | Montbrison                       | Loire               | Auvergne-Rhône-Alpes       | inscrit    | « PA00117521 », notice no PA00117521 | 45° 36′ 20″ nord, 4° 03′ 59″ est   |       |
| Immeuble                                                                       | Montbrison                       | Loire               | Auvergne-Rhône-Alpes       | inscrit    | « PA00117527 », notice no PA00117527 | 45° 36′ 28″ nord, 4° 03′ 54″ est   |       |
| Maison                                                                         | Montbrison                       | Loire               | Auvergne-Rhône-Alpes       | inscrit    | « PA00117529 », notice no PA00117529 | 45° 36′ 28″ nord, 4° 03′ 55″ est   |       |
| Quatre bornes de justice de Noirétable                                         | Noirétable                       | Loire               | Auvergne-Rhône-Alpes       | inscrit    | « PA00117537 », notice no PA00117537 |                                    |       |
| Église Saint-Jean-Baptiste de Périgneux                                        | Périgneux                        | Loire               | Auvergne-Rhône-Alpes       | inscrit    | « PA00117541 », notice no PA00117541 | 45° 26′ 33″ nord, 4° 09′ 18″ est   |       |
| Chapelle Saint-Vérand de Perreux                                               | Perreux                          | Loire               | Auvergne-Rhône-Alpes       | inscrit    | « PA00117542 », notice no PA00117542 | 46° 02′ 19″ nord, 4° 07′ 17″ est   |       |
| Église Saint-Bonnet de Perreux                                                 | Perreux                          | Loire               | Auvergne-Rhône-Alpes       | inscrit    | « PA00117543 », notice no PA00117543 | 46° 02′ 19″ nord, 4° 07′ 18″ est   |       |
| Église de la Conversion-de-Saint-Paul de Pouilly-les-Nonains                   | Pouilly-les-Nonains              | Loire               | Auvergne-Rhône-Alpes       | inscrit    | « PA00117554 », notice no PA00117554 | 46° 02′ 15″ nord, 3° 58′ 51″ est   |       |
| Maison à pans de bois                                                          | Roanne                           | Loire               | Auvergne-Rhône-Alpes       | inscrit    | « PA00117563 », notice no PA00117563 | 46° 02′ 23″ nord, 4° 04′ 18″ est   |       |
| Croix du XVIe siècle                                                           | Roche                            | Loire               | Auvergne-Rhône-Alpes       | inscrit    | « PA00117566 », notice no PA00117566 | 45° 36′ 54″ nord, 3° 56′ 48″ est   |       |
| Grand'Église                                                                   | Saint-Étienne                    | Loire               | Auvergne-Rhône-Alpes       | inscrit    | « PA00117598 », notice no PA00117598 | 45° 26′ 11″ nord, 4° 23′ 08″ est   |       |
| Église Notre-Dame de Valbenoîte                                                | Saint-Étienne                    | Loire               | Auvergne-Rhône-Alpes       | inscrit    | « PA00117599 », notice no PA00117599 | 45° 25′ 18″ nord, 4° 23′ 57″ est   |       |
| Donjon de Lespinasse                                                           | Saint-Forgeux-Lespinasse         | Loire               | Auvergne-Rhône-Alpes       | inscrit    | « PA00117607 », notice no PA00117607 | 46° 07′ 23″ nord, 3° 57′ 34″ est   |       |
| Maison                                                                         | Saint-Galmier                    | Loire               | Auvergne-Rhône-Alpes       | inscrit    | « PA00117613 », notice no PA00117613 | 45° 35′ 24″ nord, 4° 19′ 02″ est   |       |
| Croix de Saint-Georges-en-Couzan                                               | Saint-Georges-en-Couzan          | Loire               | Auvergne-Rhône-Alpes       | inscrit    | « PA00117614 », notice no PA00117614 | 45° 42′ 03″ nord, 3° 55′ 53″ est   |       |
| Croix de Saint-Nizier-de-Fornas                                                | Saint-Nizier-de-Fornas           | Loire               | Auvergne-Rhône-Alpes       | inscrit    | « PA00117652 », notice no PA00117652 | 45° 24′ 25″ nord, 4° 04′ 18″ est   |       |
| Église Sainte-Foy de Sainte-Foy-Saint-Sulpice                                  | Sainte-Foy-Saint-Sulpice         | Loire               | Auvergne-Rhône-Alpes       | inscrit    | « PA00117608 », notice no PA00117608 | 45° 46′ 08″ nord, 4° 07′ 46″ est   |       |
| Église Saint-André de Sury-le-Comtal                                           | Sury-le-Comtal                   | Loire               | Auvergne-Rhône-Alpes       | inscrit    | « PA00117670 », notice no PA00117670 | 45° 32′ 20″ nord, 4° 10′ 59″ est   |       |
| Croix de Montorsier                                                            | La Tourette                      | Loire               | Auvergne-Rhône-Alpes       | inscrit    | « PA00117672 », notice no PA00117672 | 45° 25′ 56″ nord, 4° 05′ 28″ est   |       |
| Église Saint-Pancrace de Veauche                                               | Veauche                          | Loire               | Auvergne-Rhône-Alpes       | inscrit    | « PA00117677 », notice no PA00117677 | 45° 33′ 40″ nord, 4° 16′ 29″ est   |       |
| Immeuble sur cours Cambronne                                                   | Nantes                           | Loire-Atlantique    | Pays de la Loire           | inscrit    | « PA00108711 », notice no PA00108711 | 47° 12′ 43″ nord, 1° 33′ 45″ ouest |       |
| Immeuble sur cours Cambronne                                                   | Nantes                           | Loire-Atlantique    | Pays de la Loire           | inscrit    | « PA00108712 », notice no PA00108712 | 47° 12′ 42″ nord, 1° 33′ 46″ ouest |       |
| Immeuble sur cours Cambronne                                                   | Nantes                           | Loire-Atlantique    | Pays de la Loire           | inscrit    | « PA00108714 », notice no PA00108714 | 47° 12′ 41″ nord, 1° 33′ 47″ ouest |       |
| Immeuble sur cours Cambronne                                                   | Nantes                           | Loire-Atlantique    | Pays de la Loire           | inscrit    | « PA00108715 », notice no PA00108715 | 47° 12′ 40″ nord, 1° 33′ 48″ ouest |       |
| Immeuble sur cours Cambronne                                                   | Nantes                           | Loire-Atlantique    | Pays de la Loire           | inscrit    | « PA00108677 », notice no PA00108677 | 47° 12′ 40″ nord, 1° 33′ 49″ ouest |       |
| Immeuble sur cours Cambronne                                                   | Nantes                           | Loire-Atlantique    | Pays de la Loire           | inscrit    | « PA00108700 », notice no PA00108700 | 47° 12′ 45″ nord, 1° 33′ 47″ ouest |       |
| Immeuble sur cours Cambronne                                                   | Nantes                           | Loire-Atlantique    | Pays de la Loire           | inscrit    | « PA00108705 », notice no PA00108705 | 47° 12′ 42″ nord, 1° 33′ 52″ ouest |       |
| Immeuble sur cours Cambronne                                                   | Nantes                           | Loire-Atlantique    | Pays de la Loire           | inscrit    | « PA00108713 », notice no PA00108713 | 47° 12′ 41″ nord, 1° 33′ 46″ ouest |       |
| Immeuble sur cours Cambronne                                                   | Nantes                           | Loire-Atlantique    | Pays de la Loire           | inscrit    | « PA00108698 », notice no PA00108698 | 47° 12′ 46″ nord, 1° 33′ 46″ ouest |       |
| Immeuble sur cours Cambronne                                                   | Nantes                           | Loire-Atlantique    | Pays de la Loire           | inscrit    | « PA00108699 », notice no PA00108699 | 47° 12′ 46″ nord, 1° 33′ 46″ ouest |       |
| Immeuble sur cours Cambronne                                                   | Nantes                           | Loire-Atlantique    | Pays de la Loire           | inscrit    | « PA00108701 », notice no PA00108701 | 47° 12′ 45″ nord, 1° 33′ 48″ ouest |       |
| Immeuble sur cours Cambronne                                                   | Nantes                           | Loire-Atlantique    | Pays de la Loire           | inscrit    | « PA00108703 », notice no PA00108703 | 47° 12′ 44″ nord, 1° 33′ 50″ ouest |       |
| Immeuble sur cours Cambronne                                                   | Nantes                           | Loire-Atlantique    | Pays de la Loire           | inscrit    | « PA00108704 », notice no PA00108704 | 47° 12′ 43″ nord, 1° 33′ 51″ ouest |       |
| Immeuble sur cours Cambronne                                                   | Nantes                           | Loire-Atlantique    | Pays de la Loire           | inscrit    | « PA00108697 », notice no PA00108697 | 47° 12′ 46″ nord, 1° 33′ 45″ ouest |       |
| Immeuble sur cours Cambronne                                                   | Nantes                           | Loire-Atlantique    | Pays de la Loire           | inscrit    | « PA00108702 », notice no PA00108702 | 47° 12′ 44″ nord, 1° 33′ 49″ ouest |       |
| Immeuble sur cours Cambronne                                                   | Nantes                           | Loire-Atlantique    | Pays de la Loire           | inscrit    | « PA00108728 », notice no PA00108728 | 47° 12′ 45″ nord, 1° 33′ 43″ ouest |       |
| Manoir de la Paclais                                                           | Saint-Herblain                   | Loire-Atlantique    | Pays de la Loire           | inscrit    | « PA00108799 », notice no PA00108799 | 47° 13′ 36″ nord, 1° 40′ 05″ ouest |       |
| Château de Coligny                                                             | Châtillon-Coligny                | Loiret              | Centre-Val de Loire        | classé     | « PA00098744 », notice no PA00098744 | 47° 49′ 20″ nord, 2° 50′ 57″ est   |       |
| Dolmen du Ver                                                                  | Tavers                           | Loiret              | Centre-Val de Loire        | inscrit    | « PA00099030 », notice no PA00099030 | 47° 44′ 34″ nord, 1° 36′ 06″ est   |       |
| Église Saint-Germain de Creysse                                                | Creysse                          | Lot                 | Occitanie                  | classé     | « PA00095062 », notice no PA00095062 | 44° 53′ 10″ nord, 1° 35′ 46″ est   |       |
| Manoir de la Hamonnière                                                        | Les Hauts-d'Anjou                | Maine-et-Loire      | Pays de la Loire           | classé     | « PA00109011 », notice no PA00109011 | 47° 38′ 48″ nord, 0° 34′ 18″ ouest |       |
| Église Saint-Maurice                                                           | Souzay-Champigny                 | Maine-et-Loire      | Pays de la Loire           | classé     | « PA00109369 », notice no PA00109369 | 47° 14′ 05″ nord, 0° 00′ 18″ ouest |       |
| Manoir du Mesnil-Vitey                                                         | Airel                            | Manche              | Normandie                  | inscrit    | « PA00110318 », notice no PA00110318 | 49° 13′ 10″ nord, 1° 04′ 54″ ouest |       |
| Hôtel-Dieu (actuel hôpital) : chapelle Notre-Dame de la Victoire               | Coutances                        | Manche              | Normandie                  | classé     | « PA00110380 », notice no PA00110380 | 49° 02′ 28″ nord, 1° 26′ 42″ ouest |       |
| Église Notre-Dame                                                              | Gratot                           | Manche              | Normandie                  | inscrit    | « PA00110423 », notice no PA00110423 | 49° 04′ 02″ nord, 1° 29′ 26″ ouest |       |
| Maison La Coquille                                                             | Le Mont-Saint-Michel             | Manche              | Normandie                  | classé     | « PA00110491 », notice no PA00110491 | 48° 37′ 58″ nord, 1° 30′ 36″ ouest |       |
| Église Saint-Étienne de Bussy-Lettrée                                          | Bussy-Lettrée                    | Marne               | Grand Est                  | classé     | « PA00078604 », notice no PA00078604 | 48° 48′ 14″ nord, 4° 15′ 39″ est   |       |
| Immeuble                                                                       | Épernay                          | Marne               | Grand Est                  | inscrit    | « PA00078700 », notice no PA00078700 | 49° 02′ 37″ nord, 3° 57′ 22″ est   |       |
| Immeuble                                                                       | Lunéville                        | Meurthe-et-Moselle  | Grand Est                  | inscrit    | « PA00106082 », notice no PA00106082 | 48° 35′ 37″ nord, 6° 29′ 45″ est   |       |
| Remparts gallo-romains                                                         | Toul                             | Meurthe-et-Moselle  | Grand Est                  | classé     | « PA00106420 », notice no PA00106420 | 48° 40′ 27″ nord, 5° 53′ 24″ est   |       |
| Maison                                                                         | Auray                            | Morbihan            | Bretagne                   | inscrit    | « PA00090998 », notice no PA00090998 | 47° 39′ 59″ nord, 2° 58′ 57″ ouest |       |
| Site gallo-romain de Bavay                                                     | Bavay                            | Nord                | Hauts-de-France            | inscrit    | « PA00107924 », notice no PA00107924 | 50° 17′ 57″ nord, 3° 47′ 28″ est   |       |
| Béguinages Saint-Vaast et Saint-Nicolas                                        | Cambrai                          | Nord                | Hauts-de-France            | classé     | « PA00107394 », notice no PA00107394 | 50° 10′ 47″ nord, 3° 13′ 56″ est   |       |
| Église Saint-André                                                             | Lille                            | Nord                | Hauts-de-France            | classé     | « PA00107577 », notice no PA00107577 | 50° 38′ 41″ nord, 3° 03′ 15″ est   |       |
| Hôpital militaire de Maubeuge                                                  | Maubeuge                         | Nord                | Hauts-de-France            | inscrit    | « PA00107749 », notice no PA00107749 | 50° 16′ 40″ nord, 3° 58′ 31″ est   |       |
| Église Notre-Dame d'Armancourt                                                 | Armancourt                       | Oise                | Hauts-de-France            | inscrit    | « PA00114483 », notice no PA00114483 | 49° 22′ 22″ nord, 2° 45′ 34″ est   |       |
| Remparts gallo-romains                                                         | Beauvais                         | Oise                | Hauts-de-France            | inscrit    | « PA00114517 », notice no PA00114517 | 49° 25′ 56″ nord, 2° 04′ 59″ est   |       |
| Fontaine-calvaire de Berneuil-sur-Aisne                                        | Berneuil-sur-Aisne               | Oise                | Hauts-de-France            | inscrit    | « PA00114523 », notice no PA00114523 | 49° 24′ 53″ nord, 3° 00′ 30″ est   |       |
| Château de Berneuil                                                            | Berneuil-sur-Aisne               | Oise                | Hauts-de-France            | inscrit    | « PA00114521 », notice no PA00114521 | 49° 24′ 52″ nord, 3° 00′ 40″ est   |       |
| Église Saint-Sulpice de Béthancourt-en-Valois                                  | Béthancourt-en-Valois            | Oise                | Hauts-de-France            | inscrit    | « PA00114524 », notice no PA00114524 | 49° 17′ 05″ nord, 2° 52′ 41″ est   |       |
| Ferme de Sainte-Luce                                                           | Béthisy-Saint-Martin             | Oise                | Hauts-de-France            | inscrit    | « PA00114527 », notice no PA00114527 | 49° 17′ 29″ nord, 2° 47′ 36″ est   |       |
| Château de la Douye                                                            | Béthisy-Saint-Pierre             | Oise                | Hauts-de-France            | inscrit    | « PA00114528 », notice no PA00114528 | 49° 18′ 07″ nord, 2° 48′ 26″ est   |       |
| Immeuble                                                                       | Chambly                          | Oise                | Hauts-de-France            | inscrit    | « PA00114576 », notice no PA00114576 | 49° 09′ 56″ nord, 2° 14′ 30″ est   |       |
| Église de la Trinité de La Chapelle-en-Serval                                  | La Chapelle-en-Serval            | Oise                | Hauts-de-France            | inscrit    | « PA00114583 », notice no PA00114583 | 49° 07′ 40″ nord, 2° 32′ 11″ est   |       |
| Abbaye de Royallieu                                                            | Compiègne                        | Oise                | Hauts-de-France            | inscrit    | « PA00114604 », notice no PA00114604 | 49° 23′ 56″ nord, 2° 48′ 09″ est   |       |
| Hôtel des Rats                                                                 | Compiègne                        | Oise                | Hauts-de-France            | inscrit    | « PA00114621 », notice no PA00114621 | 49° 24′ 59″ nord, 2° 49′ 26″ est   |       |
| Immeuble                                                                       | Compiègne                        | Oise                | Hauts-de-France            | inscrit    | « PA00114628 », notice no PA00114628 | 49° 24′ 54″ nord, 2° 49′ 20″ est   |       |
| Maison Le Bouchon                                                              | Compiègne                        | Oise                | Hauts-de-France            | inscrit    | « PA00114629 », notice no PA00114629 | 49° 25′ 02″ nord, 2° 49′ 18″ est   |       |
| Immeubles                                                                      | Compiègne                        | Oise                | Hauts-de-France            | inscrit    | « PA00114626 », notice no PA00114626 | 49° 24′ 58″ nord, 2° 49′ 33″ est   |       |
| Surintendance des Bâtiments du Roi                                             | Compiègne                        | Oise                | Hauts-de-France            | inscrit    | « PA00114639 », notice no PA00114639 | 49° 25′ 11″ nord, 2° 49′ 39″ est   |       |
| Château de Cressonsacq                                                         | Cressonsacq                      | Oise                | Hauts-de-France            | inscrit    | « PA00114668 », notice no PA00114668 | 49° 27′ 34″ nord, 2° 34′ 01″ est   |       |
| Église Saint-Martin de Cressonsacq                                             | Cressonsacq                      | Oise                | Hauts-de-France            | inscrit    | « PA00135568 », notice no PA00135568 | 49° 27′ 32″ nord, 2° 33′ 59″ est   |       |
| Calvaire de la route de Clermont                                               | Cressonsacq                      | Oise                | Hauts-de-France            | inscrit    | « PA00114667 », notice no PA00114667 | 49° 27′ 25″ nord, 2° 33′ 54″ est   |       |
| Monument funéraire de Madame Jarry de Nancy                                    | Gournay-sur-Aronde               | Oise                | Hauts-de-France            | inscrit    | « PA00114705 », notice no PA00114705 | 49° 29′ 45″ nord, 2° 40′ 38″ est   |       |
| Église Notre-Dame de Lachelle                                                  | Lachelle                         | Oise                | Hauts-de-France            | inscrit    | « PA00114723 », notice no PA00114723 | 49° 26′ 42″ nord, 2° 43′ 58″ est   |       |
| Église Saint-Médard de La Neuville-Roy                                         | La Neuville-Roy                  | Oise                | Hauts-de-France            | inscrit    | « PA00114779 », notice no PA00114779 | 49° 28′ 54″ nord, 2° 34′ 39″ est   |       |
| Porte                                                                          | Longueil-Sainte-Marie            | Oise                | Hauts-de-France            | inscrit    | « PA00114731 », notice no PA00114731 | 49° 21′ 28″ nord, 2° 43′ 03″ est   |       |
| Église Saint-Martin de Néry                                                    | Néry                             | Oise                | Hauts-de-France            | inscrit    | « PA00114769 », notice no PA00114769 | 49° 16′ 55″ nord, 2° 46′ 49″ est   |       |
| Ferme de Néry                                                                  | Néry                             | Oise                | Hauts-de-France            | inscrit    | « PA00114770 », notice no PA00114770 | 49° 16′ 55″ nord, 2° 46′ 46″ est   |       |
| Église Notre-Dame de Noroy                                                     | Noroy                            | Oise                | Hauts-de-France            | inscrit    | « PA00114785 », notice no PA00114785 | 49° 26′ 55″ nord, 2° 30′ 08″ est   |       |
| Château de Pronleroy                                                           | Pronleroy                        | Oise                | Hauts-de-France            | inscrit    | « PA00114821 », notice no PA00114821 | 49° 28′ 09″ nord, 2° 32′ 56″ est   |       |
| Église Saint-Fiacre de Pronleroy                                               | Pronleroy                        | Oise                | Hauts-de-France            | inscrit    | « PA00114822 », notice no PA00114822 | 49° 28′ 14″ nord, 2° 32′ 55″ est   |       |
| Château de Raray                                                               | Raray                            | Oise                | Hauts-de-France            | inscrit    | « PA00114826 », notice no PA00114826 | 49° 15′ 38″ nord, 2° 42′ 43″ est   |       |
| Hôtel de Faucigny-Lucinge                                                      | Senlis                           | Oise                | Hauts-de-France            | classé     | « PA00114901 », notice no PA00114901 | 49° 12′ 21″ nord, 2° 34′ 50″ est   |       |
| Manoir Saint-Germain                                                           | Verberie                         | Oise                | Hauts-de-France            | inscrit    | « PA00114945 », notice no PA00114945 | 49° 18′ 19″ nord, 2° 42′ 28″ est   |       |
| Poste forestier de Saint-Pierre-en-Chastres                                    | Vieux-Moulin                     | Oise                | Hauts-de-France            | inscrit    | « PA00114955 », notice no PA00114955 | 49° 22′ 36″ nord, 2° 56′ 59″ est   |       |
| Dolmen de la Grosse-Pierre                                                     | Boissy-Maugis                    | Orne                | Normandie                  | inscrit    | « PA00110748 », notice no PA00110748 | 48° 27′ 59″ nord, 0° 45′ 01″ est   |       |
| Haras national du Pin                                                          | Le Pin-au-Haras                  | Orne                | Normandie                  | classé     | « PA00110888 », notice no PA00110888 | 48° 44′ 20″ nord, 0° 08′ 50″ est   |       |
| Château des Ternes                                                             | 17e arrondissement de Paris      | Paris               | Île-de-France              | inscrit    | « PA00086719 », notice no PA00086719 | 48° 52′ 50″ nord, 2° 17′ 36″ est   |       |
| Hôtel Lefebure de la Malmaison                                                 | 4e arrondissement de Paris       | Paris               | Île-de-France              | inscrit    | « PA00086299 », notice no PA00086299 | 48° 51′ 02″ nord, 2° 21′ 28″ est   |       |
| Immeuble                                                                       | 5e arrondissement de Paris       | Paris               | Île-de-France              | inscrit    | « PA00088474 », notice no PA00088474 | 48° 50′ 54″ nord, 2° 21′ 04″ est   |       |
| Hôtel de Garsaulan                                                             | 6e arrondissement de Paris       | Paris               | Île-de-France              | classé     | « PA00088534 », notice no PA00088534 | 48° 51′ 27″ nord, 2° 20′ 09″ est   |       |
| Hôtel de Claude-Turcat                                                         | 6e arrondissement de Paris       | Paris               | Île-de-France              | classé     | « PA00088529 », notice no PA00088529 | 48° 51′ 04″ nord, 2° 20′ 17″ est   |       |
| Hôtel de Saxe                                                                  | 6e arrondissement de Paris       | Paris               | Île-de-France              | classé     | « PA00088542 », notice no PA00088542 | 48° 51′ 29″ nord, 2° 20′ 11″ est   |       |
| Hôtel Duprat                                                                   | 7e arrondissement de Paris       | Paris               | Île-de-France              | inscrit    | « PA00088711 », notice no PA00088711 | 48° 51′ 18″ nord, 2° 19′ 15″ est   |       |
| Hôtel de Cavoye                                                                | 7e arrondissement de Paris       | Paris               | Île-de-France              | inscrit    | « PA00088704 », notice no PA00088704 | 48° 51′ 15″ nord, 2° 19′ 47″ est   |       |
| Immeuble                                                                       | 8e arrondissement de Paris       | Paris               | Île-de-France              | classé     | « PA00088855 », notice no PA00088855 | 48° 52′ 03″ nord, 2° 19′ 22″ est   |       |
| Immeuble                                                                       | 8e arrondissement de Paris       | Paris               | Île-de-France              | classé     | « PA00088856 », notice no PA00088856 | 48° 52′ 03″ nord, 2° 19′ 21″ est   |       |
| Immeuble                                                                       | 8e arrondissement de Paris       | Paris               | Île-de-France              | classé     | « PA00088857 », notice no PA00088857 | 48° 52′ 03″ nord, 2° 19′ 23″ est   |       |
| Immeuble                                                                       | 8e arrondissement de Paris       | Paris               | Île-de-France              | classé     | « PA00088853 », notice no PA00088853 | 48° 52′ 02″ nord, 2° 19′ 20″ est   |       |
| Immeuble                                                                       | 8e arrondissement de Paris       | Paris               | Île-de-France              | classé     | « PA00088858 », notice no PA00088858 | 48° 52′ 04″ nord, 2° 19′ 21″ est   |       |
| Immeuble                                                                       | 8e arrondissement de Paris       | Paris               | Île-de-France              | classé     | « PA00088859 », notice no PA00088859 | 48° 52′ 04″ nord, 2° 19′ 23″ est   |       |
| Immeuble                                                                       | 8e arrondissement de Paris       | Paris               | Île-de-France              | classé     | « PA00088864 », notice no PA00088864 | 48° 52′ 06″ nord, 2° 19′ 22″ est   |       |
| Immeuble                                                                       | 8e arrondissement de Paris       | Paris               | Île-de-France              | classé     | « PA00088861 », notice no PA00088861 | 48° 52′ 05″ nord, 2° 19′ 24″ est   |       |
| Immeuble                                                                       | 8e arrondissement de Paris       | Paris               | Île-de-France              | classé     | « PA00088862 », notice no PA00088862 | 48° 52′ 05″ nord, 2° 19′ 22″ est   |       |
| Immeuble                                                                       | 8e arrondissement de Paris       | Paris               | Île-de-France              | classé     | « PA00088854 », notice no PA00088854 | 48° 52′ 03″ nord, 2° 19′ 20″ est   |       |
| Immeuble                                                                       | 8e arrondissement de Paris       | Paris               | Île-de-France              | classé     | « PA00088860 », notice no PA00088860 | 48° 52′ 04″ nord, 2° 19′ 21″ est   |       |
| Immeuble                                                                       | 8e arrondissement de Paris       | Paris               | Île-de-France              | classé     | « PA00088863 », notice no PA00088863 | 48° 52′ 05″ nord, 2° 19′ 24″ est   |       |
| Église Saint-Pierre d'Arlanc                                                   | Arlanc                           | Puy-de-Dôme         | Auvergne-Rhône-Alpes       | classé     | « PA00091867 », notice no PA00091867 | 45° 25′ 18″ nord, 3° 43′ 32″ est   |       |
| Château d'Aulteribe                                                            | Sermentizon                      | Puy-de-Dôme         | Auvergne-Rhône-Alpes       | classé     | « PA00092422 », notice no PA00092422 | 45° 46′ 30″ nord, 3° 29′ 56″ est   |       |
| Portal de France                                                               | Céret                            | Pyrénées-Orientales | Occitanie                  | inscrit    | « PA00103992 », notice no PA00103992 | 42° 29′ 08″ nord, 2° 44′ 50″ est   |       |
| Tour des anciens remparts de Codalet                                           | Codalet                          | Pyrénées-Orientales | Occitanie                  | inscrit    | « PA00103996 », notice no PA00103996 | 42° 36′ 35″ nord, 2° 24′ 57″ est   |       |
| Chapelle Sainte-Avoie de La Clayette                                           | La Clayette                      | Saône-et-Loire      | Bourgogne-Franche-Comté    | inscrit    | « PA00113217 », notice no PA00113217 | 46° 17′ 28″ nord, 4° 18′ 35″ est   |       |
| Hôtel de ville de Montmélian                                                   | Montmélian                       | Savoie              | Auvergne-Rhône-Alpes       | inscrit    | « PA00118278 », notice no PA00118278 | 45° 30′ 04″ nord, 6° 03′ 33″ est   |       |
| Chapelle Notre-Dame-de-la-Vie de Saint-Martin-de-Belleville                    | Les Belleville                   | Savoie              | Auvergne-Rhône-Alpes       | classé     | « PA00118302 », notice no PA00118302 | 45° 22′ 23″ nord, 6° 30′ 24″ est   |       |
| Église Notre-Dame-de-l'Assomption de Sainte-Marie-de-Cuines                    | Sainte-Marie-de-Cuines           | Savoie              | Auvergne-Rhône-Alpes       | inscrit    | « PA00118301 », notice no PA00118301 | 45° 20′ 22″ nord, 6° 18′ 09″ est   |       |
| Église Saint-Denis de Boissise-le-Roi                                          | Boissise-le-Roi                  | Seine-et-Marne      | Île-de-France              | inscrit    | « PA00086822 », notice no PA00086822 | 48° 31′ 42″ nord, 2° 34′ 24″ est   |       |
| Château de Bombon                                                              | Bombon                           | Seine-et-Marne      | Île-de-France              | inscrit    | « PA00086824 », notice no PA00086824 | 48° 33′ 59″ nord, 2° 51′ 38″ est   |       |
| Église Saint-Pierre-et-Saint-Paul de Chaintreaux                               | Chaintreaux                      | Seine-et-Marne      | Île-de-France              | inscrit    | « PA00086852 », notice no PA00086852 | 48° 11′ 57″ nord, 2° 49′ 15″ est   |       |
| Église Saint-Rémi de Congis-sur-Thérouanne                                     | Congis-sur-Thérouanne            | Seine-et-Marne      | Île-de-France              | inscrit    | « PA00086900 », notice no PA00086900 | 49° 00′ 19″ nord, 2° 58′ 27″ est   |       |
| Château du Gué à Tresmes                                                       | Congis-sur-Thérouanne            | Seine-et-Marne      | Île-de-France              | inscrit    | « PA00086899 », notice no PA00086899 | 49° 01′ 19″ nord, 2° 58′ 01″ est   |       |
| Ferme de Saint-Gervais                                                         | Dormelles                        | Seine-et-Marne      | Île-de-France              | inscrit    | « PA00086933 », notice no PA00086933 | 48° 19′ 06″ nord, 2° 54′ 05″ est   |       |
| Église Saint-Martin de Fontaine-le-Port                                        | Fontaine-le-Port                 | Seine-et-Marne      | Île-de-France              | inscrit    | « PA00086966 », notice no PA00086966 | 48° 29′ 12″ nord, 2° 45′ 31″ est   |       |
| Bâtiment de la Mission                                                         | Fontainebleau                    | Seine-et-Marne      | Île-de-France              | inscrit    | « PA00086969 », notice no PA00086969 | 48° 24′ 20″ nord, 2° 42′ 05″ est   |       |
| Quatre bornes indicatrices                                                     | Fontainebleau                    | Seine-et-Marne      | Île-de-France              | inscrit    | « PA00086970 », notice no PA00086970 | 48° 23′ 49″ nord, 2° 41′ 32″ est   |       |
| Église Saint-Louis                                                             | Fontainebleau                    | Seine-et-Marne      | Île-de-France              | inscrit    | « PA00086976 », notice no PA00086976 | 48° 24′ 20″ nord, 2° 42′ 06″ est   |       |
| Église Notre-Dame-de-la-Nativité de Préaux                                     | Lorrez-le-Bocage-Préaux          | Seine-et-Marne      | Île-de-France              | inscrit    | « PA00087068 », notice no PA00087068 | 48° 13′ 25″ nord, 2° 52′ 32″ est   |       |
| Église Saint-Georges de Paley                                                  | Paley                            | Seine-et-Marne      | Île-de-France              | inscrit    | « PA00087188 », notice no PA00087188 | 48° 14′ 30″ nord, 2° 51′ 44″ est   |       |
| Église Saint-Méry de Saint-Méry                                                | Saint-Méry                       | Seine-et-Marne      | Île-de-France              | inscrit    | « PA00087273 », notice no PA00087273 | 48° 34′ 41″ nord, 2° 49′ 34″ est   |       |
| Église Saint-Hilaire de Samois-sur-Seine                                       | Samois-sur-Seine                 | Seine-et-Marne      | Île-de-France              | inscrit    | « PA00087278 », notice no PA00087278 | 48° 27′ 08″ nord, 2° 45′ 07″ est   |       |
| Les Caves                                                                      | Samois-sur-Seine                 | Seine-et-Marne      | Île-de-France              | inscrit    | « PA00087279 », notice no PA00087279 | 48° 27′ 12″ nord, 2° 45′ 06″ est   |       |
| Église Saint-Pierre de Samoreau                                                | Samoreau                         | Seine-et-Marne      | Île-de-France              | inscrit    | « PA00087280 », notice no PA00087280 | 48° 25′ 23″ nord, 2° 45′ 01″ est   |       |
| Hôtel de ville de Tournan-en-Brie                                              | Tournan-en-Brie                  | Seine-et-Marne      | Île-de-France              | inscrit    | « PA00087298 », notice no PA00087298 | 48° 44′ 26″ nord, 2° 45′ 50″ est   |       |
| Église Saint-Arnoult de Varreddes                                              | Varreddes                        | Seine-et-Marne      | Île-de-France              | inscrit    | « PA00087306 », notice no PA00087306 | 49° 00′ 02″ nord, 2° 55′ 54″ est   |       |
| Hôtel du duc de Charrost                                                       | Bolbec                           | Seine-Maritime      | Normandie                  | inscrit    | « PA00100568 », notice no PA00100568 | 49° 34′ 19″ nord, 0° 28′ 19″ est   |       |
| Muséum d'histoire naturelle                                                    | Le Havre                         | Seine-Maritime      | Normandie                  | classé     | « PA00100716 », notice no PA00100716 | 49° 29′ 16″ nord, 0° 06′ 33″ est   |       |
| Église Notre-Dame de Saux                                                      | Montpezat-de-Quercy              | Tarn-et-Garonne     | Occitanie                  | classé     | « PA00095841 », notice no PA00095841 | 44° 15′ 42″ nord, 1° 27′ 20″ est   |       |
| Maison                                                                         | Aups                             | Var                 | Provence-Alpes-Côte d'Azur | inscrit    | « PA00081528 », notice no PA00081528 | 43° 37′ 39″ nord, 6° 13′ 34″ est   |       |
| Fabrique de l'Abbé Jean                                                        | Aups                             | Var                 | Provence-Alpes-Côte d'Azur | inscrit    | « PA00081527 », notice no PA00081527 | 43° 37′ 33″ nord, 6° 13′ 45″ est   |       |
| Fontaine des Quatre-Saisons                                                    | Cotignac                         | Var                 | Provence-Alpes-Côte d'Azur | inscrit    | « PA00081585 », notice no PA00081585 | 43° 31′ 36″ nord, 6° 08′ 58″ est   |       |
| Bains maures de Lorgues                                                        | Lorgues                          | Var                 | Provence-Alpes-Côte d'Azur | inscrit    | « PA00081669 », notice no PA00081669 | 43° 29′ 31″ nord, 6° 21′ 39″ est   |       |
| Presbytère de Lorgues                                                          | Lorgues                          | Var                 | Provence-Alpes-Côte d'Azur | inscrit    | « PA00081674 », notice no PA00081674 | 43° 29′ 31″ nord, 6° 21′ 44″ est   |       |
| Fontaine de Méounes-lès-Montrieux                                              | Méounes-lès-Montrieux            | Var                 | Provence-Alpes-Côte d'Azur | inscrit    | « PA00081679 », notice no PA00081679 | 43° 16′ 52″ nord, 5° 58′ 13″ est   |       |
| Oppidum de la Courtine                                                         | Ollioules                        | Var                 | Provence-Alpes-Côte d'Azur | inscrit    | « PA00081686 », notice no PA00081686 | 43° 08′ 53″ nord, 5° 51′ 26″ est   |       |
| Hôtel de ville de Trans-en-Provence                                            | Trans-en-Provence                | Var                 | Provence-Alpes-Côte d'Azur | inscrit    | « PA00081770 », notice no PA00081770 | 43° 30′ 09″ nord, 6° 29′ 10″ est   |       |
| Couvent des Religieuses-de-Notre-Dame                                          | Avignon                          | Vaucluse            | Provence-Alpes-Côte d'Azur | inscrit    | « PA84000032 », notice no PA84000032 | 43° 56′ 49″ nord, 4° 48′ 19″ est   |       |
| Hôtel de Seguins-Vassieux                                                      | Avignon                          | Vaucluse            | Provence-Alpes-Côte d'Azur | inscrit    | « PA00081846 », notice no PA00081846 | 43° 56′ 57″ nord, 4° 48′ 15″ est   |       |
| Hôtel de Joannis de Verclos                                                    | Avignon                          | Vaucluse            | Provence-Alpes-Côte d'Azur | inscrit    | « PA00081879 », notice no PA00081879 | 43° 56′ 53″ nord, 4° 48′ 26″ est   |       |
| Maison                                                                         | Avignon                          | Vaucluse            | Provence-Alpes-Côte d'Azur | inscrit    | « PA00081920 », notice no PA00081920 | 43° 56′ 40″ nord, 4° 48′ 27″ est   |       |
| Immeuble                                                                       | Avignon                          | Vaucluse            | Provence-Alpes-Côte d'Azur | inscrit    | « PA00081892 », notice no PA00081892 | 43° 56′ 50″ nord, 4° 48′ 27″ est   |       |
| Chapelle Sainte-Garde                                                          | Avignon                          | Vaucluse            | Provence-Alpes-Côte d'Azur | inscrit    | « PA00081821 », notice no PA00081821 | 43° 56′ 55″ nord, 4° 48′ 38″ est   |       |
| Hôtel du Laurens                                                               | Avignon                          | Vaucluse            | Provence-Alpes-Côte d'Azur | inscrit    | « PA00081858 », notice no PA00081858 | 43° 57′ 02″ nord, 4° 48′ 16″ est   |       |
| Immeuble                                                                       | Avignon                          | Vaucluse            | Provence-Alpes-Côte d'Azur | inscrit    | « PA00081889 », notice no PA00081889 | 43° 56′ 50″ nord, 4° 48′ 19″ est   |       |
| Maison                                                                         | Avignon                          | Vaucluse            | Provence-Alpes-Côte d'Azur | inscrit    | « PA00081932 », notice no PA00081932 | 43° 56′ 48″ nord, 4° 48′ 26″ est   |       |
| Chapelle Notre-Dame-des-Fours et collège Saint-Nicolas                         | Avignon                          | Vaucluse            | Provence-Alpes-Côte d'Azur | inscrit    | « PA00081824 », notice no PA00081824 | 43° 56′ 45″ nord, 4° 48′ 17″ est   |       |
| Couvent de Sainte-Praxède                                                      | Avignon                          | Vaucluse            | Provence-Alpes-Côte d'Azur | inscrit    | « PA00081827 », notice no PA00081827 | 43° 56′ 52″ nord, 4° 48′ 14″ est   |       |
| Immeuble                                                                       | Avignon                          | Vaucluse            | Provence-Alpes-Côte d'Azur | inscrit    | « PA00081911 », notice no PA00081911 | 43° 56′ 55″ nord, 4° 48′ 27″ est   |       |
| Hôtel de Raousset-Boulbon                                                      | Avignon                          | Vaucluse            | Provence-Alpes-Côte d'Azur | inscrit    | « PA00081870 », notice no PA00081870 | 43° 56′ 55″ nord, 4° 48′ 12″ est   |       |
| Hôtel                                                                          | Avignon                          | Vaucluse            | Provence-Alpes-Côte d'Azur | inscrit    | « PA00081882 », notice no PA00081882 | 43° 56′ 42″ nord, 4° 48′ 17″ est   |       |
| Immeuble                                                                       | Avignon                          | Vaucluse            | Provence-Alpes-Côte d'Azur | inscrit    | « PA00081910 », notice no PA00081910 | 43° 56′ 53″ nord, 4° 48′ 27″ est   |       |
| Maison Casal                                                                   | Avignon                          | Vaucluse            | Provence-Alpes-Côte d'Azur | inscrit    | « PA00081922 », notice no PA00081922 | 43° 57′ 00″ nord, 4° 48′ 15″ est   |       |
| Prieuré Saint-Symphorien de Bonnieux                                           | Bonnieux                         | Vaucluse            | Provence-Alpes-Côte d'Azur | inscrit    | « PA00081983 », notice no PA00081983 | 43° 49′ 21″ nord, 5° 21′ 25″ est   |       |
| Hôtel Chabrol de Carpentras                                                    | Carpentras                       | Vaucluse            | Provence-Alpes-Côte d'Azur | inscrit    | « PA00082005 », notice no PA00082005 | 44° 03′ 21″ nord, 5° 02′ 49″ est   |       |
| Maison à cariatides rue des Marins de Carpentras                               | Carpentras                       | Vaucluse            | Provence-Alpes-Côte d'Azur | inscrit    | « PA00082010 », notice no PA00082010 | 44° 03′ 13″ nord, 5° 02′ 58″ est   |       |
| Fontaine boulevard du Nord de Carpentras                                       | Carpentras                       | Vaucluse            | Provence-Alpes-Côte d'Azur | inscrit    | « PA00082004 », notice no PA00082004 | 44° 03′ 26″ nord, 5° 02′ 53″ est   |       |
| Immeuble rue de la Porte-de-Monteux de Carpentras                              | Carpentras                       | Vaucluse            | Provence-Alpes-Côte d'Azur | inscrit    | « PA00082009 », notice no PA00082009 | 44° 03′ 17″ nord, 5° 02′ 43″ est   |       |
| Fontaine de Cucuron                                                            | Cucuron                          | Vaucluse            | Provence-Alpes-Côte d'Azur | inscrit    | « PA00082037 », notice no PA00082037 | 43° 46′ 21″ nord, 5° 26′ 20″ est   |       |
| Château de Gordes                                                              | Gordes                           | Vaucluse            | Provence-Alpes-Côte d'Azur | inscrit    | « PA00082042 », notice no PA00082042 | 43° 54′ 39″ nord, 5° 12′ 00″ est   |       |
| Maison Lhote                                                                   | Gordes                           | Vaucluse            | Provence-Alpes-Côte d'Azur | inscrit    | « PA00082043 », notice no PA00082043 | 43° 54′ 39″ nord, 5° 12′ 03″ est   |       |
| Fontaine de la Grand-Porte                                                     | Malemort-du-Comtat               | Vaucluse            | Provence-Alpes-Côte d'Azur | inscrit    | « PA00082071 », notice no PA00082071 | 44° 01′ 18″ nord, 5° 09′ 31″ est   |       |
| Hôtel de Suze                                                                  | Mondragon                        | Vaucluse            | Provence-Alpes-Côte d'Azur | inscrit    | « PA00082082 », notice no PA00082082 | 44° 14′ 19″ nord, 4° 42′ 52″ est   |       |
| Fontaine de Saint-Didier                                                       | Saint-Didier                     | Vaucluse            | Provence-Alpes-Côte d'Azur | inscrit    | « PA00082149 », notice no PA00082149 | 44° 00′ 15″ nord, 5° 06′ 38″ est   |       |
| Chapelle Saint-Sixte de Sorgues                                                | Sorgues                          | Vaucluse            | Provence-Alpes-Côte d'Azur | inscrit    | « PA00082166 », notice no PA00082166 | 44° 00′ 44″ nord, 4° 52′ 20″ est   |       |
| Château de Saint-Hubert                                                        | Sorgues                          | Vaucluse            | Provence-Alpes-Côte d'Azur | inscrit    | « PA00082168 », notice no PA00082168 | 44° 00′ 29″ nord, 4° 52′ 17″ est   |       |
| Château de Pierre-Levée                                                        | Olonne-sur-Mer                   | Vendée              | Pays de la Loire           | inscrit    | « PA00110190 », notice no PA00110190 | 46° 31′ 42″ nord, 1° 45′ 00″ ouest |       |
| Château de Coussay                                                             | Coussay                          | Vienne              | Nouvelle-Aquitaine         | classé     | « PA00105437 », notice no PA00105437 | 46° 48′ 37″ nord, 0° 44′ 50″ est   |       |
| Hôtel Claveurier                                                               | Poitiers                         | Vienne              | Nouvelle-Aquitaine         | inscrit    | « PA00105626 », notice no PA00105626 | 46° 34′ 59″ nord, 0° 20′ 39″ est   |       |
| Château de Montpensier                                                         | Vézières                         | Vienne              | Nouvelle-Aquitaine         | inscrit    | « PA00105769 », notice no PA00105769 | 47° 06′ 48″ nord, 0° 07′ 53″ est   |       |
| Château de Grandchamp                                                          | Grandchamp                       | Yonne               | Bourgogne-Franche-Comté    | classé     | « PA00113694 », notice no PA00113694 | 47° 48′ 24″ nord, 3° 09′ 25″ est   |       |
| Château de Saint-Fargeau                                                       | Saint-Fargeau                    | Yonne               | Bourgogne-Franche-Comté    | inscrit    | « PA00113810 », notice no PA00113810 | 47° 38′ 22″ nord, 3° 04′ 19″ est   |       |
| Église Saint-Germain d'Andrésy                                                 | Andrésy                          | Yvelines            | Île-de-France              | classé     | « PA00087360 », notice no PA00087360 | 48° 58′ 49″ nord, 2° 03′ 33″ est   |       |